# Сајмон Јејтс
Сајмон Филип Јејтс (енгл. Simon Philip Yates; Бери, 7. август 1992) британски је бициклиста који тренутно вози за  ворлд тур тим — Визма—лејз а бајк. Освојио је по једном Ђиро д’Италију и Вуелта а Еспању, гдје је једном освојио и класификацију комбинације, по једном је освојио и Тирено—Адријатико, Гран при Мигел Индураин, Тур оф Алпс и класификацију за најбољег младог возача на Тур де Франсу. На Ђиро д’Италији је остварио шест етапних побједа, на Тур де Франсу три, а ма Вуелта а Еспањи двије. Освојио је златну медаљу на Свјетском првенству на писти, у трци на поене. Његов брат близанац Адам Јејтс такође је професионални бициклиста.
Током јуниорске каријере такмичио се и у друмском и у бициклизму на писти, а професионалну каријеру почео је 2014. у аустралијском тиму Орика—гринеџ, са којим је прве сезоне освојио класификацију за најбољег младог возача на Тур оф Словенији и возио је по први пут Тур де Франс и неку гранд тур трку. Године 2015. завршио је у првих десет на Критеријуму ди Дофине, Вуелти ал Паис Баско и Тур де Романдију, док је у првом дијелу 2016. био суспендован на четири мјесеца због допинга, а након што се вратио такмичењу, завршио је Вуелта а Еспању на шестом мјесту. Године 2017. освојио је Гран при Мигел Индураин и завршио је Тур де Франс на седмом мјесту, уз освојену класификацију за најбољег младог возача.
Године 2018. возио је Ђиро д’Италију по први пут, гдје је остварио три етапне побједе и носио је розе мајицу, за лидера трке, на 13 етапа, до етапе 19. У финишу сезоне је освојио Вуелта а Еспању, уз једну етапну побједу и освојену класификацију комбинације, а захваљујући добрим резултатима освојио је UCI ворлд тур у последњој сезони када су се додјељивали бодови. Године 2019. завршио је Ђиро д’Италију на осмом мјесту и остварио је двије етапне побједе на Тур де Франсу, док је 2020. освојио Тирено—Адријатико. Године 2021. освојио је Тур оф Алпс и завршио је Ђиро д’Италију на трећем мјесту, уз једну етапну побједу. Године 2022. завршио је Париз—Ницу на другом мјесту, возио је Ђиро д’Италију и Вуелта а Еспању, али их није завршио.
Године 2023. завршио је Тур де Франс на четвртом мјесту и Ђиро ди Ломбардију на петом, што је било први пут у каријери да је неки монументални класик завршио у првих десет. Године 2024. освојио је Алула тур, а Тур де Франс је завршио на 12 мјесту. Године 2025. прешао је у тим Визма—лејз а бајк, са којим је освојио Ђиро д’Италију, нападом на успону Коле дел Финестре на претпоследњој етапи, када је надокнадио заостатак од минут и по, на истом успону на којем је изгубио лидерску мајицу 2018.

## Дјетињство и јуниорска каријера
Рођен је 7. августа 1992. у Берију, пет минута прије брата близанца Адама. Бициклизмом су почели да се баве од малих ногу, када их је отац Џон, након опоравка од саобраћајне несреће, одвео на Манчестерски велодром како би се нашао са пријатељима из локалног тима Бери клерион. Обојица су почели да возе за тим, а тадашњи предсједник Ник Хол изјавио је да је мислио да су превише сићушни, да им недостаје издржљивости и да није знао хоће ли издржати. Он је додао да већина дјечака из области Манчунијана сања о томе да једног дана заигра за Манчестер јунајтед, али да су њих двојица од малена жељели да буду бициклисти. Због великог напретка који су остварили на стази, прешли су да возе за тим Максгир сајклинг, док су за Бери клерион возили само повремено, ван такмичења.
Са 18 година, Сајмона је одабрала Британска бициклистичка олимпијска академија, а Адама није, о чему је њихова мајка Сузан изјавила да је то за њих било тешко и да нијесу знали да ли да буду срећни или тужни. Године 2010. возио је за Енглеску на Играма Комонвелта у Делхију заједно са Крисом Фрумом,.
Почетком 2013. освојио је златну медаљу у трци на поене на Свјетском првенству на писти, док је крајем године, заједно са Адамом, био члан британског тима на Тур де л’Авениру, који се сматра као Тур де Франс за возаче до 23 године. На петој етапи се одвојио од групе у финишу, заједно са Адамом Јејтсом и Алексисом Гужаром, а у спринту је побиједио испред Адама, који је дошао на друго мјесто у генералном пласману, минут иза Фернандеза. На шестој етапи је био у бијегу, одакле је напао на последњем успону и остварио је побједу 55 секунди испред групе фаворита, захваљујући чему је дошао на 15 мјесто у генералном пласману. Посљедњу, седму етапу, завршио је на десетом мјесту, скоро два минута иза Жилијена Алафилипа и трку је завршио на десетом мјесту у генералном пласману, скоро четири минута иза Фернандеза. У септембру је изабран у британски национални тим за Тур оф Бтитејн трку, гдје је побиједио на шестој етапи, нападом на последњем успону, када је отишао од групе у којој су били Бредли Вигинс и Наиро Кинтана и дошао је на треће мјесто у генералном пласману. Последње двије етапе су биле спринтерске, на којима је побиједио Марк Кевендиш и завршио је на трећем мјесту у генералном пласману, минут и три секунде иза Вигинса, уз освојену класификацију за најбољег младог возача.

## Професионална каријера

### 2014.
Пошто су били раздвојени три године, Адам и Сајмон су ангажовали различите агенте. Имали су понуду тима Скај да као млади британски возачи започну професионалну каријеру у британском тиму, али су је одбили, јер им се више свидјела понуда аустралијског тима Орика—гринеџ, гдје су сматрали да ће имати мање притиска и да ће моћи да возе више трка и у октобру 2013. потписали су двогодишњи уговор са тимом Орика. Сезону је почео на класицима у Шпанији, завршивши Трофео сера де Трамунтана на 13 мјесту, у групи која је на циљ дошла 27 секунди иза Михала Квјатковског.
У марту је возио Париз—Ницу, коју је завршио на 44 мјесту у генералном пласману, 17 минута иза Карлоса Бетанкура. У априлу је возио Вуелту ал Паис Баско, коју је завршио на 12 мјесту у генералном пласману, три минута иза Алберта Контадора, док је крајем мјесеца возио Тур оф Турки трку, гдје је био лидер тима заједно са братом Адамом. На трећој етапи је пао и морао је да напусти трку, а касније је утврђено да је сломио кључну кост. Сезону је наставио у јуну, на Тур оф Словенији, гдје је пролог на првој етапи завршио 26 секунди иза Мајкла Метјуза. Трећу етапу је завршио на петом мјесту, 41 секунду иза Мануела Бонђорна и дошао је на седмо мјесто у генералном пласману. Последња етапа је била спринтерска, завршио је у групи и трку је завршио на седмом мјесту, 55 секунди иза Тијага Машада, уз освојену класификацију за најбољег младог возача. Недељу дана касније возио је првенство Британије у друмској вожњи, које је завршио на трећем мјесту, минут и девет секунди иза Питера Кеноа и Бена Свифта.
У јулу је укључен у тим за Тур де Франс пет дана прије почетка трке, о чему је спортски директор Мет Вајт изјавио да није било у плану да вози, али да се добро уклапа у оно што они желе да остваре и да је добио предност у односу на Адама због тога што је возио мање трка од почетка сезоне због повреде. На осмој етапи био је у бијегу заједно са још четири возача и стекли су предност од 11 минута. На првом успону на етапи, Кол де ла кроа де Менат, на око 30  до циља, отпао је од бјегунаца, а затим га је достигла главна група и завршио је шест минута иза Блела Кадрија са којим је био у бијегу. На етапи 14 је отишао у бијег, заједно са још 16 возача, али је отпао на последњем успону када је напао Алесандро де Марки. Достигла га је главна група, која је смањила предност иза бјегунаца на 40 секунди, а на 7 km до циља, напао је из групе, али је брзо достигнут. Етапу је завршио на 21 мјесту, три и по минута иза Рафала Мајке. Током другог дана одмора тим је одлучио да га повуче са трке. Изјавио је да је срећан што је добио прилику да вози Тур који је стартовао у Јоркширу и да ће то памтити до краја живота.
У септембру је возио Тур оф Алберта трку, гдје је освојио брдску класификацију, док је пет дана касније возио класике Лаурентијан, завршивши Гран при сајклисте де Квебек на 22 мјесту, а Гран при сајклисте де Монтреал на 36. Сезону је завршио на Тур оф Пекинг трци, коју је завршио на 42 мјесту у генералном пласману.

### 2015.
Сезону 2015. почео је на француским класицима у фебруару, након чега је у марту возио Париз—Ницу, гдје је хронометар дуг 6,7 km на првој етапи завршио на 119 мјесту, 41 секунду иза Квјатковског. До краја је губио вријеме и завршио је на 29 мјесту у генералном пласману, 19 минута иза Ричија Порта. Недељу дана касније возио је Милано—Санремо по први пут и завршио га је на 37 мјесту, 23 секунде иза Џона Дегенколба, који је побиједио у групном спринту. Сезону је наставио на Вуелти ал Паис Баско, гдје је возио заједно са братом Адамом, који је учествовао у паду на првој етапи, на 500 метара до циља и сломио је прст, због чега је морао да напустио трку и није стартовао другу етапу. На трећој етапи, на последњем успону на 3 km до циља напали су Хоаким Родригез, Серхио Енао и Наиро Кинтана, у спринту је побиједио Родригез, док је Јејтс завршио на осмом мјесту, десет секунди иза. На четвртој етапи, Енао је напао на 3,4 km до циља и издвојила се група од 12 возача. У спринту је побиједио Родригез, док је Јејтс завршио на трећем мјесту и дошао је на девето мјесто у генералном пласману, десет секунди иза Енаа. На петој етапи, Микел Ланда је побиједио из бијега, док је у главној групи Јејтс напао у финишу и завршио је три секунде испред Енаа и Родригеза и 15 секунди испред Кинтане, захваљујући чему је дошао на треће мјесто у генералном пласману. Хронометар на последњој, шестој етапи, завршио је на 12 мјесту, 43 секунде иза Тома Димулена и завршио је на петом мјесту у генералном пласману, 46 секунди иза Родригеза. Сезону је наставио на арденским класицима, завршивши Флеш Валон на 62 мјесту и Лијеж—Бастоњ—Лијеж на 39.
У априлу је возио Тур де Романди трку, гдје је тим Орика—гринеџ екипни хронометар на отварању завршио на другом мјесту, са истим временом као тим Скај. Четврту етапу је завршио на деветом мјесту у спринту, у групи која је на циљ дошла 52 секунде иза Стефана Кинга и дошао је на четврто мјесто у генералном пласману. На петој етапи, након више напада у финишу, одвојила се група од десет возача, што Јејтс није могао да прати и завршио је на 12 мјесту, минут и седам секунди иза Тиба Пиноа, због чега је пао на седмо мјесто у генералном пласману. Хронометар на последњој, шестој етапи, завршио је на 12 мјесту, 33 секунде иза Тонија Мартина и трку је завршио на шестом мјесту у генералном пласману, минут и 20 секунди иза Илнура Закарина. Сезону је наставио на Критеријуму ди Дофине, гдје је након прве двије етапе које су вожене по равном, на трећој етапи вожен екипни хронометар, који је тим Орика—гринеџ завршио на петом мјесту, 23 секунде иза тима БМЦ рејсинг. На петој етапи, Ромен Барде је напао на претпоследњем успону, док је тим Скај радио на челу групе. На 2 km до циља, напао је Фрум, што су пратили само Тиџеј ван Гардерен и Бењат Инчаусти, а Јејтс је заостајао и завршио је на петом мјесту, 50 секунди иза Бардеа и дошао је на шесто мјесто у генералном пласману, 43 секунде иза Ван Гардерена. На шестој етапи, у бијег је отишла група од пет возача, међу којима су били Винченцо Нибали и Алехандро Валверде. На последњем успону, Јејтс и Данијел Мартин су напали из главне групе, али је Мартин отпао а Јејтс је завршио на петом мјесту, минут и 20 секунди иза Руија Косте и дошао је на четврто мјесто у генералном пласману, 35 секунди иза Нибалија. На седмој етапи, Фрум је напао на 4  до циља, што је пратио само Ван Гардерен, а Јејтс је завршио на 11 мјесту, минут и 47 секунди иза и пао је на пето мјесто у генералном пласману, минут и 29 секунди иза Ван Гардерена. На последњој, осмој етапи, Микеле Скарпони је напао на 5  до циља и одвојила се група од десетак возача. Фрум је напао у последња два километра, што је првобитно пратио само Ван Гардерен, али је и он отпао. Јејтс је напао из групе иза, пратио га је Коста и достигли су Ван Гардерена; Фрум је побиједио на етапи, док је Јејтс завршио на другом мјесту, 18 секунди иза и завршио је на петом мјесту у генералном пласману, минут и 33 секунде иза Фрума, уз освојену класификацију за најбољег младог возача.
У јулу је возио Тур де Франс, заједно са Адамом Јејтсом, који је возио Тур по први пут. Хронометар на првој етапи завршио је на 33 мјесту, 46 секунди иза Роана Дениса, док је на другој етапи изгубио преко пет минута након што се главна група раздвојила због вјетра. Циљ треће етапе био је на успону Мур де Иј, гдје је Родригез напао на 400 метара до циља и остварио побједу, док је Јејтс завршио на осмом мјесту, 11 секунди иза. На деветој етапи је вожен екипни хронометар, који је тим Орика—гринеџ завршио на последњем мјесту, пет минута иза тима БМЦ, након чега је Јејтс изјавио да је то за њих био дан одмора јер су претходно трку напустила три њихова сувозача, као и да нису ишли преко 75% својих могућности. На етапи 14 отишао је у бијег у великој групи од 24 возача. На 2  до циља Барде је напао, што је покушавао да прати заједно са Ригобертом Ураном, али је отпао и завршио на десетом мјесту, 33 секунде иза Стива Камингса, који је побиједио испред Пиноа и Бардеа. На етапи 20, чији је циљ био на успону Алп д’Иез, Валверде је напао на 19 km до циља, а убрзо је за њим кренуо Кинтана и отишли су од групе. Док је Порт радио на челу групе за Фрума, Јејтс је отпао и завршио је на 11 мјесту, три минута иза Пиноа, који је остварио побједу из бијега, док је Кинтана завршио на другом мјесту, 18 секунди иза. Последња етапа је била спринтерска, није било промјена и завршио је на 89 мјесту у генералном пласману.
Недјељу дана након Тур де Франса, возио је класик Сан Себастијан, гдје је Адам Јејтс напао на 8 km до циља како би достигао Грега ван Авермата. На 600 метара до циља Ван Авермат је имао 15 секунди предности када му је телевизијски мотор додирнуо задњи точак, због чега је пао и није могао да настави трку. Адам није видио да је Ван Авермат пао и прошао је кроз циљ 15 секунди испред групе коју је одспринтао Филип Жилбер испред Валвердеа, док је Сајмон Јејтс завршио на 14 мјесту. У тренутку када је прошао кроз циљ, Адам није знао да је побиједио због проблема у комуникацији са тимом, због чега није славио. У септембру је возио канадске класике Лаурентијан, завршивши Гран при сајклисте де Квебек на 82 мјесту, док је два дана касније Гран при сајклисте де Монтреал завршио на 16 мјесту, 12 секунди иза Тима Веленса и Адама Јејтса, који су напали у последњем кругу. У финишу сезоне возио је Ђиро ди Ломбардију, коју је завршио на 18 мјесту, преко четири минута иза Нибалија.

### 2016.
Сезону 2016. почео је на класицима у Француској; Сид Адерше је завршио на 45 мјесту, седам минута иза групе коју је одспринтао Петр Вакоч, док је Дром класик завршио на 20 мјесту, 16 секунди иза Вакоча. У марту је возио Париз—Ницу, гдје је пролог на отварању завршио на 33 мјесту, 20 секунди иза Мајкла Метјуза. На шестој етапи, Алберто Контадор је напао на 10  до циља, након чега се издвојила група од пет возача. Побиједио је Закарин испред Герента Томаса и Контадора, док је Јејтс завршио на шестом мјесту, 20 секунди иза и дошао је на осмо мјесто у генералном пласману, 44 секунде иза Томаса. На последњој, седмој етапи, Контадор је нападао више пута а на последњем успону се издвојио заједно са Веленсом и Портом и завршили су пет секунди испред групе, док је Јејтс завршио на петом мјесту и трку је завршио на седмом мјесту у генералном пласману. У априлу је возио Вуелта ал Паис Баско, гдје је након четврте етапе заостајао 51 секунду иза Вилка Келдермана у генералном пласману, али је током пете етапе пао и морао је да напусти трку.
Крајем априла објављено је да је био позитиван на тербуталин, на тесту који је рађен током Париз—Нице у марту и суспендован је четири мјесеца ретроактивно од марта и поништени су му сви резултати током тог периода. Из тима Орика—гринеџ изјавили су да тимски доктор није поднио захтјев за изузеће у терапијској употреби за инхалатор за астму који је користио Јејтс, што је изазвало позитиван тест.
Због суспензије је пропустио Тур де Франс, а такмичењу се вратио средином јула на Тур де Полоње трци, коју је завршио на 20 мјесту у генералном пласману. Недељу дана касније освојио је класик Пруеба Вилафранка Ордизијако 34 секунде испред Анхела Мадраца, након што је напао пред почетак последњег успона. То му је била прва освојена трка и прва побједа у каријери. Такође, поставио је најбоље вријеме на последњем успону у историји трке. Пет дана касније возио је класик Сан Себастијан. На последњем успону напали су Бауке Молема, Родригез, Валверде и Тони Галопен; Молема је напао на спусту и остварио соло побједу док је Јејтс завршио на седмом мјесту 34 секунде иза. Дан након Сан Себастијана возио је класик Меморијал Рикардо Очоа, који је завршио на другом мјесту, секунду иза Дијега Улисија. Сезону је наставио на Вуелта а Бургос трци, гдје је једину брдску, пету етапу, завршио на четвртом мјесту и завршио је на четвртом мјесту у генералном пласману, четири секунде иза Контадора.
Крајем августа, возио је Вуелта а Еспању по први пут, гдје је био лидер тима заједно са Естебаном Чавезом. Екипни хронометар на отварању, тим Орика—гринеџ је завршио на трећем мјесту, шест секунди иза тимова Скај и Мовистар. Циљ треће етапе био је на успону, током којег је Мовистар возио на челу групе и Јејтс је отпао, завршивши минут иза Валвердеа, Фрума и Чавеза. На четвртој етапи отпао је од групе у финишу и завршио је 23 секунде иза. На шестој етапи, након што је већина возача из бијега достигнута, напао је на последњем успону, на 5 km до циља, достигао је Матијаса Франка и остварио соло побједу, прву на некој гранд тур трци, 20 секунди испред Луиса Леона Санчеза и дошао је на десето мјесто у генералном пласману, минут и по иза Дарвина Атапуме. На осмој етапи, Кинтана је напао на 8 km, што нико није могао да прати, док је Јејтс отпао и од других конкурената и завршио је минут иза Кинтане. Циљ десете етапе био је на успону Лагос де Ковадонга, током којег су Кинтана и Контадор диктирали јак темпо и већина возача је отпала, укључујући и Јејтса. На 3.5 km до циља, Кинтана је напао и остварио соло побједу, док је Јејтс завршио минут иза, али је завршио испред Данијела Морена, Атапуме и Ђанлуке Брамбиле и дошао је на осмо мјесто у генералном пласману. На етапи 11, Фрум је напао на 500 метара до циља, што је пратио само Кинтана; Фрум је побиједио у спринту, док је Јејтс завршио 13 секунди иза и дошао је на седмо мјесто у генералном пласману. На етапи 14 у бијег је отишао 41 возач, међу којима је било неколико возача тима Орика—гринеџ. На почетку успона Кол де мари Бланк, на око 50  до циља, Јејтс је напао, сувозачи из бијега су успорили како би их достигао и етапу је завршио на петом мјесту, 39 секунди иза Роберта Хесинка, али преко минут испред главне групе и дошао је на четврто мјесто у генералном пласману, два минута и 17 секунди иза Кинтане. На етапи 15, која је била дуга 118,5 km, одмах на почетку су напали Контадор и Брамбила, што је пратио Кинтана, док су остали возачи из генералног пласмана одлучили да остану у главној групи и у бијег је отишла група од 14 возача. У главној групи су радили тимови Скај, Орика—гринеџ и Астана, али се предност бјегунаца повећавала и износила је два минута пред последњи успон. На 2 km до циља, Чавез је напао из групе иза, што Фрум није могао да прати. Јејтс је у финишу отпао од Фрума и завршио је скоро три минута иза Брамбиле и Кинтане и два минута иза Контадора, због чега је пао на пето мјесто у генералном пласману. На етапи 17, Контадор је напао на последњем успону, што су пратили Кинтана, Фрум и Чавез, док је Јејтс отпао и завршио је минут иза. Хронометар на етапи 19 завршио је на 32 мјесту, три минута и 45 секунди иза Фрума и скоро два минута иза Андреја Таланског и пао је на шесто мјесто у генералном пласману, 20 секунди иза Таланског. На последњој брдској, етапи 20, Чавез је напао на 45 km до циља, за Контадора је радио Јури Трофимов у групи, а затим је и Контадор изашао на чело како би смањио предност Чавеза. На 5 km до циља, Фрум је напао из групе, што је пратио само Кинтана, док Јејтс није могао да прати ни Контадора и Таланског и завршио је минут иза Кинтане и 30 секунди иза Таланског. Последња етапа у Мадриду је била спринтерска и Вуелту је завршио на шестом мјесту у генералном пласману, осам и по минута иза Кинтане.
Крајем септембра, заједно са Чавезом и Адамом Јејтсом возио је Ђиро дел’Емилија класик. Браћа Јејтс су радили за Чавеза, који је освојио трку, док је њих двојица нијесу завршили. Дан касније возио је Гран премио Бруно Бегели класик, који такође није завршио, а након трке завршио је сезону.

### 2017.
Пред почетак сезоне 2017. одлучено је да Адам вози Ђиро д’Италију а Сајмон Тур де Франс. Сезону је почео на Вуелта а Валенсијана трци почетком фебруара, коју је завршио на 137. мјесту у генералном пласману. У марту је возио Париз—Ницу, гдје је хронометар на четвртој етапи завршио на 14 мјесту, минут иза Алафилипа. На шестој етапи, након што су бјегунци достигнути, напао је при врху последњег успона, на 19 km до циља, што нико није пратио и остварио је соло побједу, 17 секунди испред Серхиа Енаа и дошао је на осмо мјесто у генералном пласману. На седмој етапи, отпао је на последњем успону и завршио је преко четири минута иза Порта, који је напао на 3  до циља и остварио побједу. На последњој, осмој етапи, Контадор је напао на претпоследњем успону, на 50  до циља и достигао је бјегунце. Стекли су 50 секунди предности, али је група постепено смањивала заостатак; Давид де ла Круз је одспринтао Контадора и остварио побједу, док је Јејтс завршио у групи, 21 секунду иза и завршио је на деветом мјесту у генералном пласману, преко четири минута иза Серхиа Енаа. Сезону је наставио на класику Гран при Мигел Индураин, гдје је Роман Кројцигер из Орике био у бијегу, а након што су бјегунци достигнути на 50 km до циља, Јејтс је напао, али је брзо достигнут. На 20  до циља издвојила се група од девет возача, у којој је био Јејтс са два сувозача. Дамјен Хоусон и Карлос Верона су радили за Јејтса, који је напао на 10  до циља и остварио соло побједу, 23 секунде испред Мајкла Вудса.
Крајем априла возио је Вуелту ал Паис Баско, гдје је на трећој етапи изгубио минут и по, након што му је пукла гума на последњем успону. На четвртој етапи, напао је при врху последњег успона, али га је група достигла. У финишу по равном је напао Примож Роглич и остварио побједу, док је Јејтс завршио на петом мјесту, у групи која је дошла три секунде иза. На петој етапи, Валверде је нападао неколико пута на последњем успону, а затим је радио на челу како би достигао бјегунце; Јејтс није могао да прати темпо и отпао је, завршивши на деветом мјесту, 15 секунди иза Валвердеа који је побиједио у спринту. Хронометар на последњој, шестој етапи, завршио је на 26 мјесту, скоро два минута иза Роглича и трку је завршио на 22 мјесту у генералном пласману, три и по минута иза Валвердеа. Сезону је наставио на Лијеж—Бастоњ—Лијежу, који је завршио на последњем мјесту од возача који су завршили, 16 минута иза Валвердеа. Два дана касније стартовао је Тур де Романди, гдје је пролог на отварању завршио на 25 мјесту, 18 секунди иза Фабија Фелинеа. Након три равне етапе, на четвртој су вожена четири успона, а циљ је био на успону прве категорије. Напао је на претпоследњем успону, достигао је бјегунце и имали су 48 секунди предности пред почетак последњег успона. Са Јејтсом су остали само Емануел Букман и Аит ел Абдиа, док је из главне групе напао Порт и достигао их. При врху успона су отпали Букман и Ел Абдиа, а у спринту је побиједио Јејтс и преузео је лидерску мајицу, 19 секунди испред Порта. Хронометар на последњој, петој етапи, завршио је на 12 мјесту, 48 секунди иза Роглича и 40 секунди иза Порта и трку је завршио на другом мјесту у генералном пласману, 21 секунду иза Порта. Почетком јуна возио је Критеријум ди Дофине, гдје је након прве три етапе по равном, хронометар на четвртој етапи завршио на 19 мјесту, минут иза Порта. На шестој етапи, Валверде је напао на 22  до циља, што су пратили Фабио Ару, Чавез и Рафал Валс, али су достигнути, након чега су напали Луис Мејнтџенс и Ару. Јејтс није могао да прати нападе и завршио је етапу преко два минута иза водеће четворке, коју је одспринтао Јакоб Фуглсанг. На последњој, осмој етапи, отпао је на претпоследњем успону, на 50  до циља, након што су напали Фрум и Валверде. На 7,5 km до циља напали су Фуглсанг и Порт, Фуглсанг је побиједио и освојио је трку, док је Јејтс завршио на 13 мјесту, девет минута иза.
У јулу је возио Тур де Франс, гдје је хронометар дуг 14 km на отварању завршио на 29 мјесту, 37 секунде иза Томаса, који је побједом на њему постао први Велшанин који је обукао жуту мајицу на Туру. На трећој етапи, Порт је напао у финишу, што је одмах пратио Петер Саган и група се раздвојила; Јејтс је завршио у другој групи, десет секунди иза. Циљ пете етапе био је на успону Ла Планш де Бел Филс, гдје је Ару напао на 2  до циља и брзо стекао предност од 13 секунди; на 1,5  до циља напао је Фрум, што су пратили Порт и Мартин, док је Јејтс заостајао и завршио је 26 секунди иза Аруа, односно шест секунди иза Фрума и Порта и дошао је на шесто мјесто у генералном пласману. На деветој етапи, након више напада на последњем успону, издвојила се група од шест возача, док је Јејтс отпао и завршио минут и 15 секунди иза. На етапи 12, након што је тим Скај радио на темпо на челу главне групе, Кинтана и Контадор су отпали при врху претпоследњег успона — Кол де Перјесур. На последњем успону, на километар до циља, Ару је напао, што су пратили Барде и Уран, док Јејтс није могао да их прати и завршио је 27 секунди иза, заједно са Џорџом Бенетом. Етапа 13 била је дуга 101 km, вожена су три брдска циља прве категорије, а циљ је био на спусту. На почетку другог успона, на 65 km до циља, Контадор је напао, што су пратили Ланда и Ворен Барги, а затим им се придружио и Кинтана. На спусту, Мартин је напао из главне групе на 10  до циља, што је пратио Јејтс и завршио је на петом мјесту, минут и 39 секунди иза Баргија, Кинтане, Контадора и Ланде, а девет секунди испред групе у којој су били Фрум, Уран и Барде и пао је на седмо мјесто у генералном пласману, скоро минут иза Ланде. На етапи 14, чији је циљ био на кратком некатегорисаном успону, Оливер Насен је напао у финишу, што су пратили Филип Жилбер, Грег ван Авермат и Метјуз, а касније их је достигла мања група у којој су били Фрум, Уран и Мартин. Јејтс је остао у другој групи и завршио је пет секунди иза, али десет секунди испред Ланде. На етапи 15, на претпоследњем успону, Кол де Пејра Тајладе, Ару је напао, што су пратили Уран, Барде и Ланда, а након што су стекли 30 секунди предности, Ланда се вратио до групе иза како би радио за Фрума и на темпо су их достигли. У финишу је напао Данијел Мартин и завршио девет секунди испред групе коју је Јејтс одспринтао. На етапи 16, због јаког вјетра група се раздвојила на 15 km до циља; у другој групи су остали Мартин и Контадор, који су изгубили 51 секунду, захваљујући чему је Јејтс дошао на шесто мјесто у генералном пласману, секунду испред Мартина. На етапи 17, Контадор и Кинтана су напали на успону Кол де ла кроа де Фер, на преко 100 km до циља и стекли су четири минута предности до последњег успона. На 4  до циља, Барде је напао из главне групе, а Јејтс је отпао и завршио је два минута иза Урана, Фрума и Бардеа, а минут и по иза Мартина и пао је на седмо мјесто у генералном пласману. На етапи 18, Ланда је напао из главне групе на 4 km до циља, након чега је напао Барде, што су пратили Фрум и Уран и достигли су Ланду, док Јејтс није могао да их прати и завршио је 40 секунди иза. Хронометар на етапи 20 завршио је на 32 мјесту, минут и по иза Маћеја Боднара. Последња етапа је била спринтерска, није било промјена и завршио је на седмом мјесту у генералном пласману, уз освојену класификацију за најбољег младог возача.
У августу је возио Вуелта а Еспању заједно са Адамом Јејтсом и Чавезом. Екипни хронометар на отварању тим Орика—скот је завршио на петом мјесту, 17 секунди иза тима БМЦ рејсинг. На трећој етапи, Фрум је напао на километар до врха последњег успона, на 8 km до циља, што је пратио Чавез, а затим су их достигли Барде и Ару. На спусту их је достигло још возача, Винченцо Нибали је побиједио у спринту, док је Јејтс завршио 29 секунди иза. На петој етапи Фрум је напао у последњем километру, што су првобитно пратили Контадор, Ван Гардерен, Чавез и Вудс, док су браћа Јејтс отпала; Адам је завршио десет секунди иза, а Сајмон 20, али је дошао на девето мјесто у генералном пласману. На шестој етапи, на 4 km до врха последњег успона и 30 km до циља, Контадор је напао, што су једино могли да прате Фрум и Ван Гардерен, који је пао. Касније су их достигли Адам Јејтс и Чавез, док су у другој групи били Сајмон Јејтс, Барде и Де ла Круз, који су достигли Ван Гардерена, а при врху успона Барде је отпао. Ван Гардерену се пробушила гума на 3 km до циља, а затим је и пао, али је успио да се врати до Јејтса и завршили су 17 секунди иза осталих фаворита за генерални пласман, због чега је пао на десето мјесто у генералном пласману. На осмој етапи, Адам Јејтс и Вудс су напали на последњем успону, док је Сајмон Јејтс отпао. При врху успона, на 3 km до циља, Фрум је напао, што је једино пратио Контадор и дошли су на циљ заједно, док је Јејтс завршио минут иза и пао је на 14 мјесто у генералном пласману. На деветој етапи је изгубио преко десет минута и испао је из борбе за генерални пласман. У наставку трке радио је за Чавеза и завршио је Вуелту на 44. мјесту, док је Чавез завршио на 11. мјесту, а Адам Јејтс на 34.

### 2018.
Почетком 2018. објављено је да ће возити Ђиро д’Италију и Вуелта а Еспању, а да ће Адам Јејтс возити Тур де Франс. Сезону 2018. почео је на Вуелта а ла комунидад Валенсијана трци, гдје је четврту етапу завршио на 17 мјесту, радећи за Адама Јејтса који је завршио на другом мјесту, четири секунде иза Валвердеа и завршио је на 24 мјесту у генералном пласману, три и по минута иза Валвердеа. У марту је возио Париз—Ницу, гдје је хронометар на четвртој етапи завршио на 11 мјесту, 33 секунде иза Ваута Пулса и дошао је на 11 мјесто у генералном пласману, 48 секунди иза Луиса Леона Санчеза. На седмој етапи , чији је циљ био на успону, напао је на 4 km до циља, што је пратио Јон Изагире. Стекли су 15 секунди предности, а затим је опет напао и остварио соло побједу, осам секунди испред Дилана Тунса који је достигао и одспринтао Изагиреа. Побједом је преузео лидерску мајицу, 11 секунди испред Јона Изагиреа и 12 секунди испред Горке Изагиреа. На последњој, осмој етапи, на 90 km до циља напали су Давид де ла Круз, Фуглсанг, Омар Фраиле и Хесус Ерада, који су достигнути прије врха првог успона, који је Јејтс прешао на трећем мјесту и узео једну секунду бонификације. На спусту су у бијег отишли Алафилип, Фуглсанг и Фраиле, али је Фуглсанг пао, док су из групе напали Марк Солер и Де ла Круз на 47 km до циља. Они су достигли Алафилипа, који није могао да их прати, а затим и Фраилеа и Солер је узео три секунде бонификације на другом пролазном циљу. Почетком последњег успона Јон Изагире је напао, што је пратило неколико возача, а Јејтс је заостајао. Браћа Изагире су пала, након чега их је Јејтс достигао, а затим су заједно достигли групу у којој су били и остали фаворити и завршили су 38 секунди иза Де ла Круза и 35 секунди иза Солера. Трку је завршио на другом мјесту у генералном пласману, четири секунде иза Солера, који је трећим мјестом на етапи узео четири секунде бонификације. Сезону је наставио на Вуелта а Каталуњи, гдје је возио заједно са Адамом Јејтсом, који је учествовао у паду у посљедњем километру треће етапе и морао је да напусти трку. Томас де Гент је побиједио из бијега на трећој етапи, док је Јејтс напао у финишу, али је достигнут и у спринту је завршио на другом мјесту, захваљујући чему је дошао на пето мјесто у генералном пласману, 29 секунди иза Де Гента. На четвртој етапи, након напада Солера и Кинтане на последњем успону, Валверде је напао на 600 метара до циља и остварио побједу, док је Јејтс завршио 53 секунде иза. На последњој, седмој етапи, након што су бјегунци достигнути напао је из главне групе са још неколико возача и након више напада на последњем кругу дугом 6,6 km преко Монжуика, успио је да се одвоји од осталих возача и побиједио је 13 секунди испред Солера, а трку је завршио на четвртом мјесту у генералном пласману, 47 секунди иза Валвердеа..
У мају је возио Ђиро д’Италију, гдје је био лидер тима заједно са Чавезом, док су у тиму били такође Кројцигер, Микел Ниеве и Џек Хејг. Хронометар дуг 9,7 km на отварању у Јерусалиму завршио је на седмом мјесту, 20 секунди иза Димулена. На шестој етапи, Чавез је отишао у бијег на почетку етапе, док је Јејтс напао на 1,5  до циља и достигао га. До краја су радили заједно, Чавез је побиједио, а Јејтс је завршио 26 секунди испред групе и узео је розе мајицу, за лидера трке, 16 секунди испред Димулена. На осмој етапи, Ричард Карапаз је напао на 2  до циља и побиједио, поставши први еквадорски возач који је освојио етапу на Ђиру и некој гранд тур трци; Јејтс је завршио у групи, седам секунди иза. Циљ девете етапе био је у планинском масиву Гран Сасо д’Италија, на успону Кампо Императоре. Доменико Поцовиво је напао на 2  до циља, Јејтс га је одмах пратио, као и Пино, Чавез и Карапаз, док је Димулен отпао. На 100 метара до циља Јејтс је напао, што су пратили Пино и Чавез, а у спринту је побиједио испред Пиноа, остваривши прву побједу на Ђиро д’Италији у каријери. У генералном пласману, повећао је предност на 32 секунде испред Чавеза и 38 секунди испред Димулена, који је етапу завршио 12 секунди иза. На десетој етапи је узео три секунде бонификације на првом пролазном циљу и повећао је предност на 41 секунду испред Димулена, док је Чавез отпао на првом успону и изгубио је 25 минута. На етапи 11, напао је на 1,5  до циља и побиједио је двије секунде испред Димулена, остваривши другу побједу на трци, а захваљујући секундама бонификације повећао је предност на 47 секунди испред Димулена, док су Ару, Мигел Анхел Лопез и Фрум заостајали преко три минута. На етапи 14, чији је циљ био на успону Монте Зонколан, Фрум је напао на 4,4 km и стекао предност, док су у другој групи били Јејтс, Лопез и Поцовиво, а Димулен и Пино су додатно заостајали. На 3 km до циља, Јејтс је напао у потјери за Фрумом и завршио је на другом мјесту, шест секунди иза њега, али 30 секунди испред Димулена и повећао је предност у генералном пласману на минут и 24 секунде испред Димулена. На етапи 15, напао је на последњем успону, на 18 km до циља, на шта је одмах реаговао Лопез, а затим су их достигли Димулен, Карапаз, Пино и Поцовиво. Напао је поново километар касније, што нико није могао да прати. Димулен је радио на челу друге групе, али је Јејтс повећавао предност и на врху успона био је 25 секунди испред. Предност је повећавао и на спусту, као и на некласификованом успону у финишу и побиједио је 41 секунду испред групе у којој су били Лопез и Димулен и повећао је предност на два минута и 11 секунди испред Димулена. Хронометар на етапи 16 завршио је на 20 мјесту, минут и 37 секунди иза Роана Дениса, као и минут и 15 секунди иза Димулена и остао је на првом мјесту у генералном пласману, 56 секунди испред Димулена, док је трећепласирани Поцовиво заостајао преко три минута. На етапи 18, чији је циљ био на успону Прато Невозо, Поцовиво и Фрум су напали у финишу, што је Димулен пратио, док  је Јејтс отпао и завршио је 28 секунди иза Фрума и Димулена, чиме је његова предност у генералном пласману смањена на 28 секунди испред Димулена. На етапи 19, вожено је неколико успона, међу којима и Коле деле Финестре, највиши успон трке — Чима Копи. На блажим дионицама Финестреа, Јејтс је отпао од главне групе на 86 km до циља, након чега је тим Скај појачао темпо. На средини успона, на 80 km до циља, Фрум је напао, што нико није могао да прати. До врха успона заостајао је 15 минута иза Фрума, а етапу је завршио 38 минута иза, док је Фрум побиједио са преко три минута испред Карапаза и Димулена и преузео је лидерску мајицу 40 секунди испред Димулена. Пао је на 17 мјесто у генералном пласману, а након етапе изјавио је да је био јако уморан и исцрпљен. Ђиро је завршио на 21 мјесту у генералном пласману, сат и 15 минута иза Фрума.
Крајем јула возио је Пруеба Вилафранка Ордизијако класик, гдје је напао на последњем успону заједно са сувозачем Робертом Пауером, са којим је стигао на циљ и препустио му побједу, завршивши на другом мјесту. Сезону је наставио на Тур де Полоње трци. На четвртој етапи, Карапаз је напао на последњем успону, достигао га је прво Квјатковски, а затим и други возачи. Квјатковски је напао на 300 метара до циља и побиједио, док је Јејтс завршио 14 секунди иза. На шестој етапи вожено је 12 успона, тим Скај је радио на темпо и на циљ је дошла мала група, Јејтс је завршио на четвртом мјесту у спринту и дошао је на девето мјесто у генералном пласману. На седмој етапи, напао је на 10  до циља и побиједио је 12 секунди испред Пиноа, а у генералном пласману завршио је на другом мјесту, 15 секунди иза Квјатковског.
У августу је возио Вуелта а Еспању, гдје је био лидер тима заједно са Адамом Јејтсом, који је првобитно требало да вози само један гранд тур, али је одлучено да вози и Вуелту како би додатно напредовао. То је био трећи пут да су обојица возили заједно исту гранд тур трку. Трка је стартовала хронометром дугим 8 km, који је завршио на 30 мјесту, 29 секунди иза Роана Дениса. На другој етапи Лауренс де Плус је напао у последњем километру, Валверде и Квјатковски су га пратили а затим престигли; Валверде је побиједио у спринту, док је Јејтс завршио у групи осам секунди иза, а Адам Јејтс је изгубио 13 минута. На четвртој етапи, напао је на 4 km до врха последњег успона, што није нико пратио у почетку, а затим је за њим кренуо Емануел Букман. Етапу је завршио двије секунде испред Букмана, као и преко 20 секунди испред других конкурената и дошао је на треће мјесто у генералном пласману, десет секунди иза Квјатковског. На петој етапи, Риди Молар је био у бијегу, завршио је преко четири минута испред главне групе и преузео је црвену мајицу за лидера трке, док је Јејтс пао на четврто мјесто. На деветој етапи, Кинтана, Уран, Келдерман, Лопез и Јон Изагире су се одвојили на последњем успону, Јејтс није могао да их прати и завршио је девет секунди иза, али је преузео лидерску мајицу, секунду испред Валвердеа. На етапи 12, бјегунци су завршили преко 11 минута испред главне групе, захваљујући чему је Хесус Ерада преузео лидерску мајицу, а Јејтс је пао на друго мјесто, три и по минута иза. На етапи 13, Јејтс и Кинтана су напали на последњем успону, након чега је Кинтана напао на 300 метара до циља, што Јејтс није могао да прати и завршио је шест секунди иза, али је завршио испред других конкурената и смањио је заостатак иза Ераде на минут и 42 секунде. На етапи 14, Стивен Кројсвајк је напао на последњем успону, а Валверде и Енрик Мас су га достигли на 2,3 km до циља, а затим су их достигли Јејтс, Кинтана, Лопез и Пино. Јејтс је напао на 600 метара до циља и остварио побједу двије секунде испред Лопеза и Валвердеа, захваљујући чему је преузео лидерску мајицу, 20 секунди испред Валвердеа. На етапи 15, Пино је напао на 6  до циља, Јејтс је кренуо за њим али није могао да га достигне. Лопез је напао на 2  до циља, док је у финишу напао и Јејтс и завршио је на трећем мјесту, 30 секунди иза Пиноа, а двије секунде испред Валвердеа и повећао је предност на 26 секунди испред Валвердеа у генералном пласману. На етапи 16 вожен је хронометар, који је завршио на 13 мјесту, минут и по иза Дениса, али седам секунди испред Валвердеа и повећао је предност на 33 секунде у генералном пласману. На етапи 17, Валверде и Мас су напали на 500 метара до циља, што Јејтс није могао да прати и завршио је осам секунди иза. На етапи 19, Кинтана је напао на 13 km до циља, што су пратили Кројсвајк и Џорџ Бенет, а затим их је достигао Пино. Стекли су 15 секунди предности на 10 km до циља, након чега је Јејтс напао и достигао их, а Кинтана је успорио да би сачекао Валвердеа. Пино је напао на 300 метара до циља и остварио побједу, док је Јејтс завршио на другом мјесту, пет секунди иза, али минут испред Валвердеа и повећао је предност у генералном пласману на минут и 38 секунди испред Валвердеа. На етапи 20, Кинтана је напао на спусту са успона Беиксалис, на 20 km до циља, што су пратили Лопез, Мас и Јејтс. Кинтана је успорио да би сачекао Валвердеа, док Јејтс није могао да прати Лопеза и Маса и достигли су га Кинтана и Валверде. На 5  до циља Валверде је отпао, док је Јејтс до краја возио на темпо и завршио је на трећем мјесту, 23 секунде иза Маса и Лопеза, а преко три минута испред Кинтане и Валвердеа и повећао је предност у генералном пласману на минут и 46 секунди испред Маса, који је дошао на друго мјесто. Последња, етапа 21, била је спринтерска, није било промјена и освојио је Вуелту минут и 46 секунди испред Маса, уз освојену класификацију комбинације. Он је тако постао други британски побједник трке, а након што је Фрум освојио Ђиро д’Италију и Томас Тур де Франс, по први пут у историји су Британци освојили све три гранд тур трке у истој сезони, као једини у историји који су то остварили са три различита возача.
Крајем септембра возио је друмску трку на Свјетском првенству, али је није завршио, Сезону је завршио на класику Ђиро дел’Емилија, који такође није завршио.

### 2019.
Сезону 2019. почео је на Вуелта Андалузија рута дел сол трци, гдје је на првој етапи изгубио скоро девет минута. На четвртој етапи, напао је на 26 km до циља, на шта нико није реаговао и преко посљедњег успона је прешао са 47 секунди предности. У другој групи од шест возача био је и Адам Јејтс, који је само пратио нападе и није радио на челу; до краја се његова предност смањила, али је побиједио 26 секунди испред групе коју је одспринтао Серхио Игита, остваривши прву побједу у сезони. Посљедња етапа била је спринтерска и завршио је на 41 мјесту у генералном пласману, док је Адам Јејтс завршио на петом. У марту је возио Париз—Ницу, гдје је након три равне етапе, на четвртој вожено неколико успона; Јејтс је отпао од групе рано и изгубио је девет и по минута. На петој етапи вожен је брдски хронометар у дужини од 25,2 km, на којем је побиједио седам секунди испред Нилса Полита, остваривши прву побједу на неком хронометру у каријери. На седмој етапи је био у бијегу, одакле је на 7 km до циља напао заједно са Лопезом и Данијелом Мартинезом, а затим их је достигао и Никола Еде. Мартинез и Лопез су се одвојили у последња четири километра; Мартинез је побиједио нападом у последњем километру, а Јејтс је завршио на четвртом мјесту, 20 секунди иза, изгубивши у спринту од Едеа. На последњој, осмој етапи, поново је био у бијегу, али су бјегунци достигнути на око 50  до циља, када је Кинтана напао из главне групе, што је пратио Јејтс заједно са још возача. Они су стекли предност од минут, али након што је главна група почела да смањује њихову предност, Јон Изагире и Ван Гардерен су напали из бијега на последњем успону, што Јејтс није пратио, а у групи у којој је био углавном нико није хтио да ради на темпо са Кинтаном. Изагире је побиједио на етапи, док је Јејтс завршио на осмом мјесту, 20 секунди иза и трку је завршио на 25 мјесту у генералном пласману. Сезону је наставио на Вуелта а Каталуњи, гдје је прве двије етапе завршио у групи. На трећој етапи, Бернал је први напао на 2  до циља, пратио га је Кинтана који није хтио да ради са њим и достигао их је Адам Јејтс, док је Сајмон отпао и завршио је минут и по иза Адама који је побиједио на етапи. На четвртој етапи, Лопез је напао на 8,5 km  до циља, што су пратили Бернал, Адам Јејтс и Кинтана, док је Сајмон Јејтс отпао и завршио је 54 секунде иза. На посљедњој, седмој етапи, Адам Јејтс је напао је на 20 km до циља, док је Сајмон Јејтс отпао од других фаворита, завршио је етапу два и по минута иза и трку је завршио на 13 мјесту у генералном пласману, четири минута иза Лопеза, док је Адам завршио на другом мјесту.
У мају је возио Ђиро д’Италију, а прије почетка изјавио је да сматра да је он највећи фаворит за побједу. Хронометар на отварању завршио је на другом мјесту, 19 секунди иза Роглича. На четвртој етапи, учествовао је у паду на 6 km до циља, али је успио да одмах настави и завршио је 16 секунди иза Роглича, док је Димулен изгубио преко четири минута. Упркос паду остао је на другом мјесту у генералном пласману, 35 секунди иза Роглича. На шестој етапи, главна група је завршила преко седам минута иза бјегунаца, због чега су Роглич и Јејтс испали из првих десет у генералном пласману и заостајали су преко пет минута иза Валерија Контија. На деветој етапи вожен је хронометар дуг 34,6 km, који је завршио три минута и 11 секунди иза Роглича, након чега је у генералном пласману заостајао пет и по минута иза Контија и три минута и 46 секунди иза Роглича. На етапи 12, Јан Поланц је био у бијегу и завршио је скоро осам минута испред главне групе, захваљујући чему је преузео розе мајицу скоро пет минута испред Роглича, док је Јејтс заостајао осам минута. На етапи 13, на 5 km до циља, Рафал Мајка је напао, што су пратили Карапаз и Павел Сиваков, док су Роглич и Нибали гледали један другога. Роглич је напао на 4  до циља, што је пратио Нибали, а Јејтс је отпао и завршио је три и по минута иза Карапаза и два минута иза Роглича и Нибалија. На етапи 14, Карапаз је напао на 2 km до врха успона Коле Сан Карло, на 27 km до циља и пред последњи успон стекао је два минута предности. Јејтс је напао на последњем успону и завршио је на другом мјесту, минут и по иза Карапаза, а 20 секунди испред групе у којој су завршили Роглич и Нибали и дошао је на девето мјесто у генералном пласману, пет и по минута иза Карапаза који је преузео розе мајицу. На етапи 15, напао је на 46 km до циља, што су пратили Ланда, Карапаз и Нибали, а затим су их достигли и остали фаворити. Напао је поново при врху успона, али су остали поново пратили. На последњем успону, на 14 km до циља, Хју Карти је напао, а затим је Јејтс кренуо за њим. Нибали и Карапаз су напали након тога, престигли Јејтса и стигли до Картија. Нибали је напао у последња три километра, док је Јејтс достигао Картија и Карапаза, а у последњем километру достигли су и Нибалија. Јејтс је одспринтао групу, завршивши на трећем мјесту, 11 секунди иза Дарија Каталда и Матије Катанеа и дошао је на осмо мјесто у генералном пласману. На етапи 16, Нибали је напао на успону Пасо дел Мортироло, на преко 30 km до циља, што је пратио Карти, а Јејтс је заостајао иза групе у којој су били Карапаз, Лопез и Ланда. До врха успона су га достигли Роглич и Молема и заостајали су минут и 45 секунди. До краја етапе су радили заједно и завршили су минут и 20 секунди иза Карапаза и Нибалија. На етапи 17, Ланда је напао на 3  до циља, док је Јејтс отпао од групе и завршио је 20 секунди иза. На етапи 20, Лопез је напао на успону на 140 km до циља, што су пратили Ланда и Карапаз, а касније су их достигли и остали возачи. Након напада на последњем успону, Јејтс је отпао и етапу је завршио 48 секунди иза Пеља Билбаоа. На последњој, етапи 21, вожен је хронометар дуг 17 km, који је завршио на 24 мјесту, минут иза Чада Хаге и завршио је на осмом мјесту у генералном пласману, скоро осам минута иза Карапаза који је освојио трку. Послије трке изјавио је да се осјећа сломљено и да ће се вратити поново да покуша да освоји Ђиро.
У јулу је возио Тур де Франс, као помоћ Адаму Јејтсу који се борио за генерални пласман. Мичелтон—скот је екипни хронометар на другој етапи завршио на 11. мјесту, 40 секунди иза тима Јумбо—визма. На трећој етапи је Алафилип напао на 15 km до циља и побиједио је, док је Јејтс отпао и завршио је преко шест минута иза. На етапи 12 је отишао у бијег, одакле је напао на километар до врха успона Уркет д’Ансизан, на 23 km до циља, што је пратио Грегор Милбергер, а Билбао је кренуо у потјеру за њима. Билбао их је достигао на спусту и њих тројица су заједно радили до последњег километра, када су успорили и гледали се међусобно; Јејтс је био на зачељу, а на 300 метара до циља почео је да спринта и побиједио је испред Билбаоа, остваривши прву побједу на Тур де Франсу у каријери. Са побједом је постао један од возача који су током каријере успјели да остваре побједе на све три гранд тур трке. На етапи 14, воженој до успона Кол ди Турмале, на челу групе су радили Давид Году за Пиноа, као и Лауренс де Плус и Џорџ Бенет за Кројсвајка, због чега је Адам Јејтс отпао рано, изгубио шест минута и пао је на 18. мјесто у генералном пласману, десет минута иза Алафилипа. Због тога што је Адам изгубио доста времена, тим Мичелтон—скот је одлучио да промијени фокус и да се боре за етапне побједе. Сајмон Јејтс је отишао у бијег на етапи 15. Сајмон Гешке је напао на успону на око 30  до циља, Јејтс је кренуо за њим и достигао га у последњем километру до врха успона. Пред почетак последњег успона имали су минут и по предности испред Кинтане и Бардеа, као и три минута испред главне групе. Напао је на 8,6  до циља и побиједио је 33 секунде испред Пиноа који је достигао све преостале бјегунце, остваривши другу побједу на трци и трећу за тим. Адам Јејтс је изгубио скоро 25 минута и испао је из борбе за генерални пласман. До краја трке је губио вријеме на већини етапа и завршио је на 49 мјесту у генералном пласману, скоро два сата иза Бернала који је освојио Тур по први пут. Недјељу дана послије Тур де Франса, заједно са Адамом био је лидер тима на класику Сан Себастијан, али је отпао рано и одустао је, а након трке завршио је сезону.

### 2020.
Прије почетка сезоне 2020. објавио је да ће возити Ђиро и друмску трку на Олимпијским играма, а да ће прескочити Тур де Франс. Сезону је почео у Аустралији, на Сантос тур даун андер трци, гдје је учествовао у паду на другој етапи на 1,4 km до циља и повриједио кољено, али је могао да настави. На трећој етапи, Порт је напао у финишу након што су бјегунци достигнути и остварио је соло побједу, док је Јејтс завршио на трећем мјесту, у групи која је дошла шест секунди иза и дошао је на четврто мјесто у генералном пласману, 11 секунди иза Порта. На последњој, шестој етапи, чији је циљ био на успону Вилунга хил, гдје је Порт побјеђивао шест година заредом, Порт је напао на километар до циља, што је у почетку пратио Јејтс, али је отпао. Порт је достигао Метјуа Холмса који је био у бијегу од почетка етапе, али га је Холмс одспринтао и остварио побједу, док је Јејтс завршио на десетом мјесту, 23 секунде иза и завршио је на седмом мјесту у генералном пласману, 37 секунди иза Порта. Недељу дана касније возио је Кадел Еванс грејт океан роад рејс класик, гдје је Сиваков напао на последњем успону, што је пратио Дрис Девенајс, док је Јејтс отпао и завршио је на десетом мјесту, у групи која је на циљ дошла 25 секунди иза. Сезону је наставио у Аустралији, на Хералд сан туру, гдје је другу етапу завршио шест минута иза Џаја Хиндлија. До краја трке је губио вријеме и завршио је на 19 мјесту у генералном пласману, скоро осам минута иза Хиндлија.
Због пандемије ковида 19 у марту је прекинута читава сезона у бициклизму, а трке су или одложене или отказане. Током тог периода продужио је уговор са тимом до краја 2022. Након што се сезона наставила, у јулу је возио Вуелта а Бургос трку, гдје је на првој етапи изгубио преко три минута. На трећој етапи, радио је на челу групе на последњем успону за Чавеза, који је напао у финишу, али га је Ремко Евенепул достигао, напао на 2  до циља и остварио соло побједу, док је Јејтс завршио на 11 мјесту, минут и 20 секунди иза. На последњој, петој етапи, Ланда је напао на 3,2 km до циља, што су пратили Чавез, Евенепул и Иван Соса, док је Јејтс отпао и завршио је на деветом мјесту, минут и десет секунди иза Сосе и трку је завршио на 16 мјесту у генералном пласману, пет и по минута иза Евенепула. Сезону је наставио на Тур де Полоње трци. На четвртој етапи, Евенепул је напао на 51 km до циља, што нико није могао да прати. У групи је тим Инеос радио на челу, а на 25 km до циља, Рафал Мајка је напао, што су пратили Јејтс и Фуглсанг. Фуглсанг је напао на 14 km до циља и завршио је на другом мјесту, док је Јејтс завршио на трећем, два минута и 20 секунди иза Евенепула и дошао је на треће мјесто у генералном пласману. Последња етапа је била спринтерска и завршио је на трећем мјесту у генералном пласману, два минута и 28 секунди иза Евенепула.
У септембру је возио Тирено—Адријатико по први пут у каријери. Након прве двије етапе које су вожене углавном по равном, на трећој етапи је вожено неколико успона. Вудс је напао на последњем успону након што су достигнути бјегунци, а у другој групи која је кренула за њим били су Јејтс, Мајка, Келдерман, Томас, Фуглсанг и Александар Власов. Мајка је напао на 6,2  до циља и достигао Вудса, који га је побиједио у спринту, док је Јејтс завршио у групи од девет возача који су на циљ дошли 20 секунди иза и дошао је на девето мјесто у генералном пласману. На четвртој етапи, напао је на 3 km до врха последњег успона, на 15 km до циља, што су пратили Томас, Вудс, Мајка и Власов. На спусту их је достигла група од шест возача, након чега су напали његов сувозач Лукас Хамилтон и Маснада. Јејтс је пратио другу групу, није радио на челу и завршио је на десетом мјесту, десет секунди иза Хамилтона који је побиједио у спринту. На петој етапи, Нибали и Оскар Родригез су напали на 6 km до циља, али су достигнути, након чега је Фуглсанг напао, али је и он достигнут брзо. На 4  до циља, Јејтс је напао, што су првобитно пратили Маснада и Брамбила, али су отпали када је Јејтс појачао темпо на најстрмијем дијелу. До краја етапе је повећавао предност и побиједио је 35 секунди испред Томаса и Мајке и преузео је лидерску мајицу 16 секунди испред Мајке. На седмој етапи, Метју ван дер Пул је побиједио из бијега, док је Јејтс пратио нападе у главној групи и завршио је у истом времену као Мајка и Томас. На седмој етапи вожен је хронометар дуг 10,1 km, који је завршио на 18 мјесту, 50 секунди иза Филипа Гане, а 22 секунде иза Томаса и освојио је трку 17 секунди испред Томаса, поставши први британски побједник Тирено—Адријатика у историји.
Почетком октобра возио је Ђиро д’Италију, гдје је хронометар на отварању завршио на 17 мјесту, 49 секунди иза Гане, као и 25 секунди иза Томаса. На трећој етапи, чији је циљ био на успону Маунт Етна дугом 18,2 km, отпао је од главне групе на 10  до циља и завршио је скоро четири минута иза Келдермана, а три минута иза Жоаоа Алмеиде и других конкурената за генерални пласман. Прије почетка осме етапе, морао је да напусти трку јер је био позитиван на ковид 19, поставши први возач који је заражен корона вирусом на некој гранд тур трци. У тренутку када је напустио, био је на 21 мјесту у генералном пласману, три минута и 52 секунде иза Алмеиде.

### 2021.
На почетку сезоне 2021. Адам Јејтс је прешао у тим Инеос гренадирс. Сезону је почео у марту, на калдрмисаном класику Страде Бјанке, који је возио по први пут у каријери. Брамбила је напао на 63 km до циља, због чега се група подијелила на неколико мањих. Јејтс је отпао од водећих и завршио је 11 минута иза Ван дер Пула, а током трке је и пао, изјавивши касније да није било ништа озбиљно. Сезону је наставио на Тирено—Адријатику, гдје је на другој етапи напао на 20 km до циља, заједно са Алмеидом и Сиваковим, а затим им се придружио Ланда. На 2  до циља, отпао је из бијега, а затим су га престигли и возачи из главне групе и завршио је минут и 20 секунди иза Алафилипа који је побиједио у спринту на успону. На трећој етапи, задржан је у паду који се десио на 3,5 km до циља и изгубио је 29 секунди. На четвртој етапи, Томас је напао на 7  до циља, што је пратио Тадеј Погачар, а након што су достигли Мадса Вирц Шмита који је био у бијегу, Погачар је напао на 5  до циља. Ваут ван Арт је радио на челу групе, а када је Томас достигнут, Бернал је напао, што су пратили Јејтс и Ланда. Јејтс је напао у финишу и завршио је на другом мјесту, шест секунди иза Погачара и дошао је на 15 мјесто у генералном пласману, два минута иза Погачара. На петој етапи, Ван дер Пул је радио на челу групе на 65 km до циља, због чега су отпали многи возачи. Бернал је напао на 56 km до циља, а када је достигнут Ван дер Пул је напао на 52 km до циља и брзо је стекао три минута предности. Погачар је напао из групе на 17 km до циља, што нико није пратио и углавном су ишли један по један трудећи се да што више смање заостатак. Ван дер Пул је побиједио десет секунди испред Погачара, док је Јејтс завршио пет минута иза, али је дошао на десето мјесто у генералном пласману. Хронометар на последњој, седмој етапи, завршио је на 64 мјесту, 59 секунди иза Ван Арта и завршио је на десетом мјесту у генералном пласману, седам минута и 45 секунди иза Погачара.
Крајем марта возио је Вуелта а Каталуњу, гдје је хронометар на другој етапи завршио на 27 мјесту, минут и десет секунди иза Роана Дениса. На трећој етапи, Валверде је напао на 7  до циља, након чега су му се придружили Кинтана, Ђулио Чиконе и Карапаз. На 5  до циља, Адам Јејтс и Кус су напали и стигли до групе која је била испред, док је Сајмон Јејтс остао у групи иза. Адам Јејтс је напао у првој групи, што су пратили Сеп Кус и Валверде, а Сајмон Јејтс је достигао Кинтану и Чиконеа. Адам Јејтс је поново напао у финишу, остваривши побједу на истом успону другу годину заредом, док је Сајмон Јејтс завршио у групи 36 секунди иза и дошао је на осмо мјесто у генералном пласману, минут и 20 секунди иза Адама. На четвртој етапи, Чавез је напао на 7  до циља, а на челу главне групе су радили возачи Инеоса — Денис, Карапаз и Порт, у покушају да га достигну, због чега је Сајмон Јејтс отпао. Чавез је побиједио на етапи, седам секунди испред групе, док је Јејтс завршио 18 секунди иза и пао је на десето мјесто у генералном пласману. На посљедњој, седмој етапи, тим Мовистар је радио на челу у покушају да Валверде дође до подијума. Валверде је напао на три круга до краја, што су пратили сви возачи из генералног пласмана осим Куса. Група је дошла на циљ заједно и завршио је на деветом мјесту у генералном пласману, минут и по иза Адама Јејтса. Сезону је наставио на Тур оф Алпс трци, коју је возио по први пут у каријери. На другој етапи, након што су бјегунци достигнути на око 25 km до циља, Кинтана је напао, а послије напада других возача, у групи су остали само Јејтс, Кинтана, Карти и Сиваков. Јејтс је напао при врху успона, што је пратио само Сиваков, али након што је поново напао, Сиваков је отпао. До краја је повећавао предност и побиједио је 41 секунду испред Сивакова, чиме је преузео лидерску мајицу, остваривши прву побједу у сезони. На четвртој етапи, Карти је напао на последњем успону, на 10 km до циља, након чега је напао Власов, што је пратио само Јејтс, док их је Билбао достигао на 2  до циља. Билбао је побиједио у спринту, а Јејтс је завршио на трећем мјесту и у генералном пласману је имао минут предности испред Билбаоа који је дошао на друго мјесто. Последњу етапу завршио је у групи и освојио је трку 58 секунди испред Билбаоа.
У мају је возио Ђиро д’Италију, гдје је хронометар на отварању завршио на 37 мјесту, 38 секунди иза Гане. На четвртој етапи, Ланда је напао на 2,8 km до циља, након чега је Бернал кренуо за њим, а затим и Карти и Власов. Јејтс је остао у другој групи и завршио је 11 секунди иза. На шестој етапи, Бернал је напао на 2  до циља, што су пратили Евенепул, Чиконе и Мартин, а Јејтс није могао да их прати и остао је у другој групи. Ђино Медер је побиједио из бијега, док је Јејтс завршио 29 секунди иза и 17 секунди иза Бернала и Евенепула, али је дошао на десето мјесто у генералном пласману, 49 секунди иза Атиле Валтера који је преузео розе мајицу. На деветој етапи, Бернал је напао у последњем километру, што је пратио само Чиконе, али је и он отпао. Бернал је побиједио и преузео розе мајицу, док је Јејтс завршио на 14 мјесту, 12 секунди иза и дошао је на девето мјесто у генералном пласману, 55 секунди иза Бернала. На етапи 11 вожене су секције калдрме које се возе на Страде Бјанкеу. Тимови ЕФ и Инеос су радили на челу групе, која се раздвојила на 8 km до циља и остало је 15 возача у групи. На 4  до циља, Власов је напао што је једино Бернал пратио, након чега је Тобијас Фос кренуо за њима. Бернал је у финишу напао поново и завршио је испред осталих конкурената, док је Јејтс завршио 16 секунди иза и дошао је на пето мјесто у генералном пласману, минут и 22 секунде иза Бернала, а Евенепул, Нибали, Алмеида и Мартинез су изгубили преко два минута. Послије етапе је изјавио да му је учествовање на Страде Бјанкеу у марту помогло да се што боље снађе на етапи. Циљ етапе 14 био је на успону Монте Зонколан дугом 14 km, са просјечним нагибом од 8,5% и максималним нагибом од 14%. Тим Инеос је возио на темпо током успона, а Евенепул је отпао у последња три километра, након чега је Јејтс напао, што је једино Бернал пратио. Бернал је напао у последњем километру, што Јејтс није могао да прати и завршио је на шестом мјесту, скоро два минута иза Лоренца Фортуната који је побиједио из бијега, као и 11 секунди иза Бернала. Надокнадио је вријеме у односу на друге возаче и дошао је на друго мјесто у генералном пласману, минут и 33 секунде иза Бернала. На етапи 16, отпао је на 24 km до циља, када је Сајмон Кер радио на челу групе за Картија. Бернал је напао на 22  до циља и остварио соло побједу, док је Јејтс завршио два и по минута иза и пао је на пето мјесто у генералном пласману, четири минута и 20 секунди иза Бернала. На етапи 17, Алмеида је напао на 4  до циља, а затим је напао и Јејтс, што су пратили Бернал и Мартинез. Јејтс је напао поново у последња три километра и Бернал је отпао а затим и Мартинез. Достигао је Алмеиду, који је напао у последњем километру у покушају да достигне Мартина који је био у бијегу и оствари етапну побједу, али је завршио на другом мјесту, док је Јејтс завршио на трећем, 17 секунди иза, али скоро минут испред Бернала и дошао је на треће мјесто у генералном пласману, три минута и 20 секунди иза Бернала. На етапи 19, напао је на 6,2  до циља, што су пратили Дамијано Карузо, Власов и Бенет, док Бернал није пратио, већ су Хонатан Кастровијехо и Мартинез радили на темпо у групи за њега. Они су стекли 20 секунди предности, а Јејтс је напао на 4,2  до циља, што нико није могао да прати. Бернал је достигао групу у којој је био Карузо, а затим је напао у потјери за Јејтсом, што је пратио само Алмеида. Алмеида је до краја смањио његову предност, али није могао да га достигне и Јејтс је побиједио 11 секунди испред Алмеиде и 28 секунди испред Бернала, чиме је смањио заостатак у генералном пласману на два минута и 49 секунди иза Бернала и 20 секунди иза Каруза. На етапи 20, Билбао и Карузо из Бахреин—викторијуса, као и Барде, Мајкл Сторер и Крис Хамилтон из тима ДСМ су напали на спусту са успона Пасо Сан Бернардино, на око 60 km до циља. Стекли су минут предности пред последњи успон, гдје је прво отпао Хамилтон, а затим Сторер и Билбао. У главној групи је Мартинез радио на темпо, што су пратили само Бернал, Јејтс и Алмеида. Барде је отпао из бијега, док је Јејтс отпао из друге групе и завршио је на шестом мјесту, 51 секунду иза Каруза, који је побиједио 24 секунде испред Бернала. Хронометар на последњој, етапи 21, завршио је на 51 мјесту, два минута и 45 секунди иза Гане и Ђиро је завршио на трећем мјесту у генералном пласману, четири минута и 15 секунди иза Бернала. То је био његов први подијум на Ђиро д’Италији и четврти за тим Мичелтон—скот на гранд тур тркама.
Крајем јуна стартовао је Тур де Франс, гдје је на првој етапи изгубио преко три минута, а на другој скоро два минута. На седмој етапи је био у бијегу, одакле је Матеј Мохорич напао на 87,5 km до циља. Други возачи су га касније достигли, али Јејтс није могао да их прати и завршио је на 14 мјесту, скоро три минута иза Мохорича. На осмој етапи је поново био у бијегу, али је отпао када су напали Вудс и Тунс на последњем успону. Завршио је на шестом мјесту, скоро три минута иза Тунса, а престигао га је Јон Изагире, као и Погачар који је напао из главне групе. На етапи 13, учествовао је у паду при великој брзини на 60 km до циља; вратио се на бицикл и наставио је етапу, али није могао да вози и морао је да напусти Тур.
Крајем јула, возио је друмску трку на Олимпијским играма 2020. које су због пандемије ковида 19 помјерене за 2021. На 40 km до циља, на успону Микуни одвојила се група од 13 возача, у којој је био Адам Јејтс, док је Сајмон Јејтс био у другој групи. Карапаз и Брендон Макналти су напали на челу и стекли предност од 40 секунди у посљедњих 20 километара. На 6 km до циља Макналти је отпао; Карапаз је остварио соло побједу, док је Јејтс завршио на 17 мјесту, три и по минута иза. Сезону је наставио на Вуелти а Бургос, гдје је на почетним етапама губио вријеме, а последњу етапу је завршио на трећем мјесту и трку је завршио на 33 мјесту у генералном пласману, девет и по минута иза Ланде. Крајем септембра возио је Кро рејс трку, коју је завршио на четвртом мјесту у генералном пласману, 34 секунде иза Стивена Вилијамса, уз освојену брдску класификацију. Сезону је завршио на Ђиро ди Ломбардији, гдје је отпао рано и завршио је 20 минута иза Погачара.

### 2022.
Пред почетак сезоне 2022. истакао је да ће му главни фокус поново бити Ђиро д’Италија. Сезону је почео на Вуелта а Андалузија рута дел сол трци, гдје је прву етапу завршио у великој групи која је на циљ дошла 37 секунди иза бјегунаца. На другој етапи, Кови је напао на успону у последњем километру, Лопез и Гонзало Серано су кренули за њим, али су ишли на исту страну у ударили су се раменима. Јејтс није могао да прати темпо и завршио је 13 секунди иза Ковија. На трећој етапи, бјегунци су достигнути на 32 km до циља, након чега је Јејтс напао, што су пратили Ланда, Лопез, Еди Данбар и Маури Вансевенант, али су достигнути послије десет километара. Ленард Кемна је напао у финишу, што је пратио Магнус Шефилд, који је побиједио на етапи, док је Јејтс завршио у групи, три секунде иза. На четвртој етапи, отишао је у бијег заједно са осталим возачима из генералног пласмана и стекли су четири минута предности. На 20  до циља Пулс и Луценко су напали и стекли су 30 секунди предности. Пулс је побиједио на етапи, а Јејтс је завршио на четвртом мјесту, 18 секунди иза и дошао је на седмом мјесту у генералном пласману. На последњој, петој етапи, у бијег је отишла група возача на 80 km до циља, одакле је Кемна побиједио, док је Јејтс завршио минут и по иза и трку је завршио на петом мјесту у генералном пласману, 20 секунди иза Пулса. Почетком марта возио је Париз—Ницу, гдје су на првој етапи, на 5 km до циља напали Кристоф Лапорт, Роглич и Ван Арт из тима Јумбо—визма и завршили су 22 секунде испред главне групе, у којој је завршио и Јејтс. Хронометар на четвртој етапи завршио је на петом мјесту, 11 секунди иза Ван Арта, док су поново три возача Јумбо—визме завршила на прва три мјеста: Ван Арт, Роглич и Денис, а захваљујући резултату дошао је на четврто мјесто у генералном пласману. Пету етапу је завршио у групи, али је дошао на друго мјесто у генералном пласману, јер Ван Арт и Лапорт нису могли да прате темпо групе и изгубили су око 20 минута. На седмој етапи, Адам Јејтс је напао на посљедњем успону на 7 km до циља, што су пратили Роглич, Мартинез, Кинтана и Сајмон Јејтс, а након што је Роглич напао, Јејтс је кренуо за њим али није могао да га достигне и завршио је на другом мјесту, двије секунде иза. На посљедњој, осмој етапи, тим Јумбо—визма је раздвојио групу на 70 km до циља и у групи је остало 20 возача. На 50 km до циља Мартинез је напао, што су пратили Јејтс, Роглич, Кинтана и Ван Арт. Јејтс је напао на 4  до циља, што нико није пратио и остварио је побједу девет секунди испред Ван Арта и Роглича и трку је завршио на другом мјесту у генералном пласману, 29 секунди иза Роглича. Сезону је наставио на Вуелта а Каталуњи, гдје је на другој етапи пао на 16 km до циља и завршио је 33 секунде иза групе. На трећој етапи изгубио је десет минута, а послије етапе напустио је трку због болести. Крајем априла возио је Вуелта а Астуријас трку, гдје је напао километар до врха последњег успона, а затим на спусту и по равном повећавао предност и побиједио је 14 секунди испред Винченца Албанезеа. На другој етапи, отпао је од групе на почетку последњег успона, на око 30  до циља и завршио је 11 и по минута иза Ивана Сосе. На трећој етапи, након што су бјегунци достигнути на 13 km до циља, тим Бајкексчејнџ је радио на челу групе пред почетак последњег успона за Јејтса. Калум Скотсон је напао, што је Јејтс пратио, а затим је напао и остварио соло побједу, 37 секунди испред групе коју је одспринтао Албанезе.
У мају је стартовао Ђиро д’Италију, гдје је био један од највећих фаворита за побједу, а изјавио је да му је циљ да заврши на подијуму. Ђиро је стартовао у Мађарској, гдје се на првој етапи у финишу одвојила група од осам возача, међу којима су били Карапаз, Келдерман и Билбао, који су завршили четири секунде испред групе. На хронометру на другој етапи побиједио је три секунде испред Ван дер Пула и пет секунди испред Димулена, што му је била прва побједа на хронометру на некој гранд тур трци, захваљујући чему је дошао на друго мјесто у генералном пласману. Циљ четврте етапе био је на успону Маунт Етна, гдје је Хуан Педро Лопез био у бијегу и преузео је розе мајицу, док је Јејтс завршио у групи и пао је на четврто мјесто у генералном пласману, минут и 40 секунди иза Лопеза. На осмој етапи, Гијом Мартен је био у бијегу, завршио је три минута испред групе и дошао је на четврто мјесто у генералном пласману, 30 секунди испред Јејтса који је пао на пето мјесто. На деветој етапи, отпао је на почетку успона Блокаус, на око 15 km до циља и завршио је 11 минута иза групе фаворита коју је одспринтао Хиндли. Послије етапе изјавио је да је имао проблема након што је пао на четвртој етапи, да га је бољело кољено и да је имао проблема због врућине. Послије дана одмора истакао је да ће фокус да му буду етапне побједе. На етапи 14 тим Бора—ханзгро је радио на темпо на челу групе, бјегунци су достигнути рано и у првој групи остало је 12 возача. Карапаз је напао при врху успона Коле деле Маделена и стекао је 20 секунди предности, након чега је напао Нибали, којег је пратио само Хиндли. Јејтс је смањивао заостатак, док је Хиндли напао и достигао Карапаза, а касније су их достигли Нибали и Јејтс. На 5 km до циља, Јејтс је напао и остварио соло побједу, другу на трци, 15 секунди испред Хиндлија. На етапи 16 је био у бијегу, гдје је отпао од прве групе на успону Пасо дел Мортироло, а касније га је достигла главна група и завршио је 15 минута иза. На етапи 17, након што је рано отпао од главне групе, одлучио је да напусти трку, како би се што боље опоравио од повреде кољена.
У јулу је продужио уговор са тимом до краја 2024. Сезону је наставио на Пруеба Вилафранка Ордизијако класику, гдје је напао на 11,5 km до циља и побиједио је десет секунди испред групе коју је одспринтао Дион Смит, освојивши трку други пут у каријери. Два дана касније стартовао је двоетапну трку Вуелта а Кастиља и Леон, гдје је на другој етапи напао на 27 km до циља и побиједио 53 секунде испред Џорџа Бенета, чиме је освојио трку. Два дана касније возио је класик Сан Себастијан, гдје је Евенепул напао на 50 km до циља, што је једино Јејтс пратио. На 2 km до циља, Евенепул је напао, Јејтс није могао да прати, а затим га је достигла група од четири возача који су отишли од њега и завршио је на шестом мјесту, три и по минута иза Евенепула. У августу је возио Вуелта а Еспању по први пут након што је освојио 2018. Тим Бајкексчејнџ—џејко је екипни хронометар на отварању завршио на четвртом мјесту, 30 секунди иза тима Јумбо—визма. На четвртој етапи, Алафилип је напао при врху последњег успона, Роглич је одмах реаговао и прешао је први преко успона, узевши три секунде бонификације. На спусту је Евенепул возио јаком темпом због чега се група раздвојила, Јејтс је остао у другој групи и завршио је седам секунди иза, док је Роглич побиједио на етапи и узео десет секунди бонификације. Јејтс је дошао на десето мјесто у генералном пласману, 51 секунду иза Роглича. На шестој етапи, Џеј Вајн је напао на првом успону и достигао бјегунце. Јејтс је напао на 8,6  до циља, али су га остали пратили, након чега је Евенепул појачао темпо и возачи су отпадали из групе, укључујући и Јејтса. Евенепула је пратио само Мас, док су у другој групи радили Јејтс, Роглич, Тео Гејган Харт, Алмеида, Карлос Родригез, Бен о Конор, Келдерман и Тимен Аренсман. Завршили су минут и 37 секунди иза Вајна, као и минут и 20 секунди иза Евенепула и Маса, након чега је у генералном пласману заостајао скоро два минута иза Евенепула који је преузео лидерску мајицу. На осмој етапи, Вајн је остварио другу побједу из бијега, док је у главној групи Евенепул возио на темпо што су пратили само Роглич, Мас и Родригез, док је Јејтс заостајао неколико секунди. У финишу је Родригез отпао из прве групе, Јејтс га је достигао и завршили су 13 секунди иза, али је дошао на седмо мјесто у генералном пласману, два минута иза Евенепула. На деветој етапи, Хуан Ајусо је напао на почетку последњег успона, што су пратили само Евенепул, Роглич и Мас, док је Јејтс отпао и завршио је минут иза Евенепула који је напао на успону и завршио испред других конкурената. Дошао је на шесто мјесто у генералном пласману, три минута иза Евенепула, престигавши Гејган Харта. Хронометар на десетој етапи завршио је на седмом мјесту, минут и 42 секунде иза Евенепула и дошао је на пето мјесто у генералном пласману, четири минута и 50 секунди иза Евенепула, престигавши Ајуса за три секунде. Прије почетка етапе 11, морао је да напусти трку јер је био позитиван на ковид 19.
Крајем септембра возио је Копа Агостини класик, гдје се на 40 km до циља издвојила група од девет возача, из које је Сјурд Бакс побиједио у спринту, док је Јејтс завршио на 12 мјесту, скоро два минута иза. Сезону је завршио на Ђиро дел’Емилији, коју није завршио.

### 2023.
Сезону 2023. почео је на Швелбе класику, трци коју не организује , а завршио је минут иза групе коју је одспринтао Кејлеб Јуан. Три дана касније возио је Сантос тур даун андер, који је одржан први пут од 2020. Пролог на отварању завршио је 38 секунди иза Алберта Бетиола. На другој етапи, напао је на последњем успону, на око 20  до циља, што су пратили Мауро Шмит, Хиндли, Вајн и Денис и стекли су 45 секунди предности испред групе. У последњем километру је Хиндли напао, али га је стигао Денис и побиједио је на етапи, док је Јејтс завршио на четвртом мјесту, двије секунде иза и дошао је на 12 мјесто у генералном пласману. На трећој етапи, Вајн је напао на последњем успону, што су пратили Јејтс и Билбао. У спринту је побиједио Билбао, док је Јејтс завршио на другом мјесту и дошао је на треће мјесто у генералном пласману, 16 секунди иза Вајна и секунду иза Билбаоа. На последњој, петој етапи, напао је на последњем успону, што су пратили Вајн и О Конор. Стекли су десет секунди предности, што је смањено у финишу када је Антонио Тибери напао, али су стигли на циљ испред групе; О Конор је почео први да спринта, али га је обишао Вајн, након чега је Јејтс убрзао и престигао Вајна на линији циља, остваривши прву побједу у сезони, захваљујући чему је трку завршио на другом мјесту у генералном пласману, 11 секунди иза Вајна. У марту је возио Париз—Ницу, гдје је тим Џејко—алула екипни хронометар на трећој етапи завршио на трећем мјесту, четири секунде иза Јумбо—визме. На четвртој етапи, Јонас Вингегор је напао на 4,2  до циља, што је пратио само Погачар. Њих двојица су успорили јер нису хтјели да раде заједно, након чега их је достигао Году и отишао од њих. Погачар је напао у финишу и остварио побједу, док је Јејтс завршио 51 секунду иза и дошао је на четврто мјесто у генералном пласману. На седмој етапи, Крис Харпер је напао на последњем успону, на 6,4 km до циља, Вингегор је предводио групу која је стигла до њега, након чега је напао Погачар. У другој групи су радили Году, Вингегор, Барде и Матео Јоргенсен, док је Јејтс заостајао. Году и Вингегор су достигли Погачара, а Јејтс је престигао остале возаче и завршио је на четвртом мјесту, 19 секунди иза Погачара који је побиједио у спринту. На последњој, осмој етапи, Погачар је напао на око 20  до циља, што нико није могао да прати. У групи иза су радили Јејтс, Јоргенсен, Году и Вингегор, који су дошли на циљ 33 секунде иза и Јејтс је трку завршио на четвртом мјесту у генералном пласману, два минута и 14 секунди иза Погачара.
У априлу је возио Вуелту ал Паис Баско. На трећој етапи, Вингегор је напао на последњем успону и остварио побједу двије секунде испред Ланде и Маса, док је Јејтс завршио на деветом мјесту, 12 секунди иза и дошао је на 12 мјесто у генералном пласману. На четвртој етапи, Вингегор је напао на последњем успону, што је пратио само Ланда и стекли су 30 секунди предности. Вингегор је радио сам на челу, Ланда је само пратио, због чега је група смањила заостатак, али су стигли двије секунде испред, а у спринту је побиједио Вингегор. Јејтс је завршио у групи и дошао је на девето мјесто у генералном пласману, 39 секунди иза Вингегора. На петој етапи, група се раздвојила на последњем успону, у првој групи остала су 22 возача, међу којима је био и Јејтс. У спринту је побиједио Серхио Игита, а Јејтс је пао на десето мјесто у генералном пласману, након што је Матијас Скјелмосе узео шест секунди бонификације за друго мјесто. На последњој, шестој етапи, Вингегор и Мас су напали на последњем успону, али је Мас отпао и група га је достигла. Јејтс је радио у групи иза, која је завршила 49 секунди иза Вингегора и трку је завршио на деветом мјесту у генералном пласману, минут и 39 секунди иза Вингегора. Сезону је наставио на Тур де Романди трци, гдје је пролог на отварању завршио на 38 мјесту, 20 секунди иза Чернија. Током прве етапе, напустио је трку због стомачних проблема.
Одлучио је да се потпуно фокусира на Тур де Франс 2023. прескочивши Ђиро д’Италију први пут послије пет година. Прва етапа је вожена у Билбаоу, у Баскији. Заједно са братом Адамом напао је на спусту са посљедњег успона Коте де Пике и направили су предност испред групе. Адам је напао на 350 метара до циља, што Сајмон није могао да прати и завршио је на другом мјесту, четири секунде иза, а Адам је узео жуту мајицу за лидера Тура. Они су постали трећи пар браће који су неку етапу на Туру завршили на прва два мјеста, након браће Пелисје (Франсиса и Анрија) и браће Шлек (Андија и Френка). На петој етапи, Хиндли је остварио побједу из бијега и узео жуту мајицу, док је у групи Вингегор напао на 1,5 km до врха успона Кол де Мари Бланк, што нико није могао да прати. Адам Јејтс је радио у групи за Погачара и дошли су на циљ минут иза Вингегора, због чега је Сајмон Јејтс пао на седмо мјесто у генералном пласману, са истим временом као Погачар. На шестој етапи је вожен Кол ди Турмале, док је циљ био на успону прве категорије Котерет Камбаск, дугом 16 km. При врху Кол ди Турмалеа Вингегор је напао, што је пратио само Погачар, док је Јејтс остао у групи, а на посљедњем успону је напао заједно са Родригезом и Хиндлијем и завршио је два и по минута иза Погачара и дошао је на четврто мјесто у генералном пласману. На осмој етапи је пао на 6  до циља и завршио је 47 секунди иза групе коју је одспринтао Педерсен, због чега је пао на шесто мјесто у генералном пласману, иза Родригеза и Адама Јејтса. Циљ девете етапе био је на успону екстра категорије Пиј де Дом, дужине 13,3 km, који је вожен први пут након 35 година и трке 1988. Погачар је напао на километар до циља, што је пратио само Вингегор, али је и он отпао у финишу и завршио је осам секунди иза, док је Јејтс завршио скоро минут иза, заједно са Томом Пидкоком, а 16 секунди испред Адама Јејтса и смањио је свој заостатак иза њега на пет секунди пред дан одмора. Након дана одмора, Билбао је остварио побједу из бијега на десетој етапи и дошао је са 11. на пето мјесто у генералном пласману, прескочивши браћу Јејтс који су завршили у групи. Циљ етапе 13 био је на успону екстра категорије Гран Коломбје, дугом 17,4 km. Адам Јејтс је напао на 2  до циља, што је одмах пратио Сеп Кус, а затим су их достигли Погачар и Вингегор и Кус је наставио да ради на челу групе. На 500 метара до циља Погачар је напао, што је пратио само Вингегор, док су Сајмон Јејтс и Родригез достигли Адама и Куса. Сајмон је напао у финишу и завршио је 25 секунди иза Погачара, а четири секунде испред Адама и вратио се на шесто мјесто у генералном пласману, секунду иза Адама Јејтса, прескочивши Билбаоа. На етапи 14, тим Јумбо—визма је радио на челу и достизао је бјегунце једног по једног, а посљедњег су достигли Ђулија Чиконеа на 58 km до циља. На посљедњем успону — Кол де Жукс плане, на челу групе су радили Ван Арт и Келдерман за Вингегора и фаворити су отпадали један по један, а затим је Сеп Кус преузео рад на челу. Након што је Кус отпао, Адам Јејтс је изашао да ради на чело групе за Погачара, а његов темпо су пратили само Погачар и Вингегор, док је Сајмон Јејтс отпао. До краја етапе се његов заостатак повећавао и завршио је три минута и 20 секунди иза Родригеза, који је остварио прву побједу на Туру, а у генералном пласману је пао на седмо мјесто, осам и по минута иза Вингегора. На етапи 15, УАЕ тим емирејтс је радио на челу групе на посљедњем успону и већина фаворита је отпала. Након што је Адам Јејтс изашао да ради на челу, пратили су га само Погачар и Вингегор, док је Сајмон Јејтс отпао и завршио је преко два минута иза, због чега је пао на осмо мјесто у генералном пласману, иза Билбаоа. Након другог дана одмора, на етапи 16 је вожен хронометар у дужини од 22,4 km, са једним брдским циљем друге категорије дужине 2,5 km, чији је врх био на километар до циља. Завршио је на петом мјесту, три минута иза Вингегора и заостајао је преко 13 минута у генералном пласману. На етапи 17 у финишу је вожен брдски циљ екстра категорије Кол де ла Лоз, укупне дужине од 28,1 km, са највећим нагибом од 24%. Пред почетак првог успона, напао је и придружио се бјегунцима, али је тим Јумбо—визма радио на челу и достигао их на почетку другог успона. Након што су почели нови напади, поново је отишао у бијег заједно са другим возачима из првих десет у генералном пласману, као што су Билбао, Году и Феликс Гал. Пред почетак успона Кол де ла Лоз стекли су три минута предности, након чега су изашли тимови Инеос и Бора—ханзгро да раде на чело групе како би заштитили позиције Родригеза и Хиндлија. У бијегу је О Конор радио за Гала, а након што се склонио Крис Харпер је радио за Јејтса. Гал је напао, што Јејтс није пратио, а након што је Харпер отпао, Мајка га је достигао и радили су заједно како би достигли Гала. При врху успона је напао, што Мајка није могао да прати; смањио је заостатак иза Гала на 15 секунди, али је на спусту предност поново порасла и етапу је завршио на другом мјесту, 34 секунде иза Гала, а скоро четири минута испред Хиндлија и преко пет минута испред Куса, захваљујући чему је дошао на пето мјесто у генералном пласману, 18 секунди иза четвртопласираног Родригеза. Етапа 20 је била посљедња брдска етапа, на којој је вожено шест успона, а посљедњи је вожен на 17 km до циља. На почетку посљедњег успона, Погачар је напао из главне групе и пратио га је само Вингегор, али су успорили јер нису хтјели да раде заједно, захваљујући чему их је достигао Гал. Јејтс је напао из друге групе, што у почетку нико није пратио, али је убрзо напао и Адам Јејтс како би одбранио треће мјесто. Адам је достигао Сајмона и заједно су смањили заостатак иза Вингегора, Погачара и Гала на 15 секунди. У првој групи Погачар није хтио да ради како би омогућио Адаму да их достигне, а на 5 km до циља браћа Јејтс су достигли водећу групу. У спринту је завршио на четвртом мјесту док је победио Погачар. Етапу је завршио 52 секунде испред Родригеза и дошао је на четврто мјесто у генералном пласману. Посљедња етапа је била равна, није било промјена и завршио је на четвртом мјесту у генералном пласману, 12 и по минута иза Вингегора. Адам Јејтс је завршио на трећем мјесту, што му је био први подијум на некој гранд тур трци.
Почетком септембра возио је Мериленд класик, гдје је био у другој групи која је покушавала да достигне бјегунце и завршио је на 11 мјесту, у групи која је на крају дошла пет минута иза Скјелмосеа. Сезону је наставио на класицима у Канади, гдје је Гран при сајклисте де Квебек завршио на 56. мјесту, 32 секунде иза групе коју је одспринтао Арно де Ли. Два дана касније возио је Гран при сајклисте де Монтреал, гдје је Адам Јејтс напао на успону у посљедњем кругу, што је пратио само Сиваков, док Сајмон Јејтс није могао да прати и завршио је на шестом мјесту, у четворочланој групи која је на циљ дошла 12 секунди иза Адама, а коју је одспринтао Алекс Аранбуру. Недељу дана касније возио је Меморијал Марко Пантани, гдје се одвојио заједно са још пет возача, али је отпао када је Марк Ирши напао и завршио је на четвртом мјесту, минут и 57 секунди испред трочлане групе коју је одспринтао Луценко. Крајем септембра возио је Копа Агостини, гдје је Давиде Формоло напао на 60 km, а затим му се придружа групе од пет возача у којој је био Харпер, возач Џејко—алуле. Јејтс је остао у групи иза и завршио је на 11 мјесту, три и по минута иза Формола. Два дана касније возио је Ђиро дел‘Емилију, гдје је Погачар напао у последњем километру, што су пратили само Роглич, Мас и Карапаз, а затим су их достигли Власов и Сајмон Јејтс након што су успорили јер нико није хтио да ради на темпо. Роглич је напао на 300 метара до циља и побиједио је, док је Јејтс завршио на трећем мјесту, секунду иза, изгубивши у спринту од Погачара. Дана 3. октобра возио је Тре вале Варезине, гдје је Погачар напао на 11 km до циља и одвојила се група од 11 возача. Јејтс је остао у другој групи и завршио је 45 секунди иза Илана ван Вилдера који је остварио побједу соло нападом на 10 km до циља. Два дана касније возио је Гран Пијемонт. На успону Алпете, на око 40 km до циља, група се раздвојила, након чега су из прве групе напали Андреа Бађиоли, Катанео, Данбар и Ирши, а при врху успона их је достигло неколико возача, међу којима је био Јејтс. Они су почели да нападају константно, нису радили сложно на темпо и достигла их је већа група на 18 km до циља, након чега је напао Ирши, што је пратио Бађиоли, а затим су их достигли Аранбуру и Мартен. Касније је напало још возача и Јејтс је завршио на 13 мјесту, у групи која је стигла на циљ 16 секунди иза Бађиолија који је побиједио у спринту. Дана 7. октобра возио је Ђиро ди Ломбардију, гдје се на успону Пасо ди Ганија, на 30 km до циља, одвојила група од седам возача. Погачар је напао на врху успона, а затим је повећао предност на спусту и остварио је побједу трећу годину заредом. Јејтс је радио у групи која је дошла на циљ 52 секунде иза Погачара и завршио је на петом мјесту у спринту. Сезону је завршио на Челенџер трци на Тајвану, коју је завршио скоро 20 минута иза Бенџамина Дибала.

### 2024.
Истакао је да ће 2024. поново прескочити Ђиро д’Италију и да ће возити Тур де Франс, како би покушао да сваку гранд тур трку заврши на подијуму. Сезону је почео у Аустралији, на Даун андер класику, који је завршио 53 секунде иза групе коју је одспринтао Хонатан Нарваез. Три дана касније стартовао је Сантос тур даун андер трку, гдје је, након четири етапе које су вожене по равном, на петој етапи вожен успон Вилунга хил, први пут послије 2020. На другом прелазу преко успона, Харпер је радио на челу групе за Јејтса, који је био иза њега и успорио је како би Харпер направио предност, што је пратио само Оскар Онли. На 600 метара до циља Јејтс је напао и одвојила се група од седам возача која је достигла возаче испред. Алафилип је напао на 300 метара до циља, што је пратио Онли, који је напао пред циљ и побиједио је испред Стивена Вилијамса, док је Јејтс завршио три секунде иза и дошао је на седмо мјесто у генералном пласману. На последњој, шестој етапи, Исак дел Торо је напао на последњем успону, што је пратио Нарваез, а затим их је достигао Вилијамс. У спринту је Вилијамс побиједио, док је Јејтс завршио у групи која је дошла на циљ десет секунди иза и завршио је на седмом мјесту у генералном пласману, 33 секунде иза Вилијамса. Сезону је наставио на Алула туру, гдје је на последњој, петој етапи, напао на последњем успону, заједно са Мајком, Вилијамом Лесерфом и Фином Фишер Блеком. Они су дошли заједно на циљ, а у спринту је побиједио Јејтс, остваривши прву побједу у сезони и освојио је трку три секунде испред Лесерфа и Фишер Блека.
У марту је возио Вуелта а Каталуњу, гдје је на првој етапи изгубио минут. У наставку трке је радио за Харпера и завршио је 47 минута иза Погачара, док је Харпер завршио на шестом мјесту. Послије трке изјавио је да Харпер помаже њему доста у остатку године и да је лијепо што је могао да му врати. Сезону је наставио на Гран премио Мигел Индураин класику, који није завршио.

## Стил вожње
Познат је као добар брдаш који вози агресивно на успонима и који може да спринта за етапне побједе у групи са другим брдашима. Као класичан брдаш од почетка каријере, сматрао је да му је хронометар слабост, али да је напредовао током времена. На Париз—Ници 2019. остварио је прву побједу у вожњи на хронометар у каријери, док је на Ђиро д’Италији 2022. остварио прву побједу на хронометру на гранд тур тркама.

## Допинг
У априлу 2016. био је позитиван на забрањену супстанцу тербуталин на тесту урађеном током Париз—Нице у марту, коју је завршио на седмом мјесту у генералном пласману. Власник тима Орика—гринеџ — Гери Рајан, оптужио је британску бициклистичку унију да је новинарима одала вијест о позитивном тесту и критиковао је организацију због тога. У свом саопштењу, тим Орика—гринеџ је преузео одговорност за резултат теста, истакавши да тимски доктор није поднио захтјев за изузеће у терапијској употреби за инхалатор за астму који је користио Јејтс, што је изазвало позитиван тест. Након тога, Међународна бициклистичка унија издала је саопштење у којем је наведено да Јејтс неће бити привремено суспендован из такмичења због супстанце на коју је био позитиван.
Дана 17. јуна, UCI је донио одлуку да га суспендује на четири мјесеца ретроактивно, од марта, а сви резултати које је остварио у том периоду су му пониптени.

## Резултати на тркама

### Резултати на гранд тур тркама
| Гранд тур трке  | 2014. | 2015. | 2016. | 2017. | 2018. | 2019. | 2020. | 2021. | 2022. | 2023. | 2024. |
| --------------- | ----- | ----- | ----- | ----- | ----- | ----- | ----- | ----- | ----- | ----- | ----- |
| Ђиро д’Италија  | —     | —     | —     | —     | 21    | 8     |       | 3     |       | —     | —     |
| Тур де Франс    |       | 89    | —     | 7     | —     | 49    | —     |       | —     | 4     |       |
| Вуелта а Еспања | —     | —     | 6     | 44    | 1     | —     | —     | —     |       | —     |       |

### Резултати на главним етапним тркама
| Етапне трке          | 2014. | 2015. | 2016. | 2017. | 2018. | 2019. | 2020. | 2021. | 2022. | 2023. | 2024. |
| -------------------- | ----- | ----- | ----- | ----- | ----- | ----- | ----- | ----- | ----- | ----- | ----- |
| Париз—Ница           | 44    | 29    |       | 9     | 2     | 25    | —     | —     | 2     | 4     | —     |
| Тирено—Адријатико    | —     | —     | —     | —     | —     | —     | 1     | 10    | —     | —     | —     |
| Вуелта а Каталуња    | —     | —     | —     | —     | 4     | 13    |       | —     | —     | —     | —     |
| Вуелта ал Паис Баско | 11    | 5     |       | 22    | —     | —     | —     | —     | 9     | —     |       |
| Тур де Романди       | —     | 6     | —     | 2     | —     | —     | —     | —     |       |       |       |
| Критеријум ди Дофине | —     | 5     | —     | 13    | —     | —     | —     | —     | —     | —     |       |
| Тур де Свис          | —     | —     | —     | —     | —     | —     | —     | —     | —     | —     |       |

### Резултати на класицима
| Монументални класици           | 2014. | 2015. | 2016. | 2017. | 2018. | 2019. | 2020. | 2021. | 2022. | 2023. | 2024. |
| ------------------------------ | ----- | ----- | ----- | ----- | ----- | ----- | ----- | ----- | ----- | ----- | ----- |
| Милано—Санремо                 | —     | 37    | 95    | —     | —     | —     | —     | —     | —     | —     | —     |
| Ронде ван Фландерен            | —     | —     | —     | —     | —     | —     | —     | —     | —     | —     | —     |
| Париз—Рубе                     | —     | —     | —     | —     | —     | —     | —     | —     | —     | —     | —     |
| Лијеж—Бастоњ—Лијеж             | —     | 39    | —     | 153   | —     | —     | —     | —     | —     | —     |       |
| Ђиро ди Ломбардија             |       | 18    | —     | —     | —     | —     | —     | 86    | —     | 5     |       |
| Остали класици                 | 2014. | 2015. | 2016. | 2017. | 2018. | 2019. | 2020. | 2021. | 2022. | 2023. | 2024. |
| Кадел Еванс рејс               | —     | —     | —     | —     | —     | —     | 10    | —     | —     | 47    |       |
| Омлоп хет Нијувсблад           | —     | —     | —     | —     | —     | —     | —     | —     | —     | —     | —     |
| Страде Бјанке                  | —     | —     | —     | —     | —     | —     | —     | 63    | —     | —     | —     |
| Класик Бриж—Де Пан             | —     | —     | —     | —     | —     | —     | —     | —     | —     | —     | —     |
| Е3 Саксо банк                  | —     | —     | —     | —     | —     | —     | —     | —     | —     | —     | —     |
| Гент—Вевелгем                  | —     | —     | —     | —     | —     | —     | —     | —     | —     | —     | —     |
| Дварс дор Фландерен            | —     | —     | —     | —     | —     | —     | —     | —     | —     | —     | —     |
| Амстел голд рејс               | —     | —     | —     | —     | —     | —     | —     | —     | —     | —     |       |
| Флеш Валон                     | 78    | 62    | —     | —     | —     | —     | —     | —     | —     | —     |       |
| Ешборн—Франкфурт               | —     | —     | —     | —     | —     | —     | —     | —     | —     | —     |       |
| Класик Сан Себастијан          |       | 14    | 7     | 18    | —     |       | —     | 22    | —     | —     |       |
| Хамбург сајкласик              | 79    |       | —     | —     | —     | —     | —     | —     | —     | —     |       |
| Бретање класик                 | —     | —     | —     | —     | —     | —     | —     | —     | —     | —     | —     |
| Гран при сајклисте де Квебек   | 22    | 82    | —     | —     | —     | —     | —     | —     | —     | 56    |       |
| Гран при сајклисте де Монтреал | 36    | 16    | —     | —     | —     | —     | —     | —     | —     | 6     |       |
| ГП Мигел Индураин              | —     | —     | —     | 1     | —     | —     | —     | —     | —     | —     |       |
| Ђиро дел’Емилија               | —     | —     |       | —     |       | —     | —     | —     |       | 3     |       |
| Тре вали Варезине              | —     | —     | —     | —     | —     | —     | —     | —     | —     | 38    |       |

### Резултати на Олимпијским играма
| Олимпијске игре     | 2020. |
| ------------------- | ----- |
| Друмска трка        | 17    |
| Вожња на хронометар | —     |

### Резултати на Свјетском првенству
| Свјетско првенство у друмској вожњи | 2014.                     | 2015.                     | 2016.                     | 2017.                     | 2018.                     | 2019.                     | 2020.                     | 2021.                     | 2022.                     | 2023.                     | 2024. |
| ----------------------------------- | ------------------------- | ------------------------- | ------------------------- | ------------------------- | ------------------------- | ------------------------- | ------------------------- | ------------------------- | ------------------------- | ------------------------- | ----- |
| Друмска трка                        |                           | —                         | —                         | —                         |                           | —                         | —                         | —                         | —                         | —                         |       |
| Вожња на хронометар                 | Није возио током каријере | Није возио током каријере | Није возио током каријере | Није возио током каријере | Није возио током каријере | Није возио током каријере | Није возио током каријере | Није возио током каријере | Није возио током каријере | Није возио током каријере |       |

### Резултати на националном првенству
| Првенство Велике Британије | 2014.                     | 2015.                     | 2016.                     | 2017.                     | 2018.                     | 2019.                     | 2020.                     | 2021.                     | 2022.                     | 2023.                     | 2024. |
| -------------------------- | ------------------------- | ------------------------- | ------------------------- | ------------------------- | ------------------------- | ------------------------- | ------------------------- | ------------------------- | ------------------------- | ------------------------- | ----- |
| Друмска трка               | 3                         | 20                        | —                         | —                         | —                         | —                         | —                         | —                         | —                         | —                         |       |
| Вожња на хронометар        | Није возио током каријере | Није возио током каријере | Није возио током каријере | Није возио током каријере | Није возио током каријере | Није возио током каријере | Није возио током каријере | Није возио током каријере | Није возио током каријере | Није возио током каријере |       |

| — | Није учествовао |
|   | Није завршио    |
|   | Дисквалификован |
|   | Није одржано    |